# Seznam přísně chráněných druhů rostlin podle Bernské úmluvy
Toto je seznam přísně chráněných druhů rostlin podle Úmluvy o ochraně evropských planě rostoucích rostlin, volně žijících živočichů a přírodních stanovišť (tzv. Bernská úmluva, uzavřená v Bernu v září 1979).

| Vědecký název                                                                                                 | Českojazyčný název                        | Rod             | Čeleď                                   | Výskyt                                                        | Botanické vyobrazení nebo fotografie |
| --- | ----------------------------------------- | --------------- | --------------------------------------- | ------------------------------------------------------------- | ------------------------------------ |
| Asplenium hemionitis L.                                                                                       | sleziník břečťanolistý                    | sleziník        | sleziníkovité (Aspleniaceae)            | Makaronésie a západní Středomoří                              |                                      |
| Asplenium jahandiezii Rouy                                                                                    | –                                         | sleziník        | sleziníkovité (Aspleniaceae)            | Francie (Verdonský kaňon)                                     |                                      |
| Woodwardia radicans (L.) Sm.                                                                                  | woodwardie kořenatá                       | woodwardie      | sleziníkovité (Aspleniaceae)            | Středomoří a Makaronésie                                      |                                      |
| Culcita macrocarpa C.Presl                                                                                    | kulcita velká                             | kulcita         | cyateovité (Cyatheaceae)                | Makaronésie a Pyrenejský poloostrov                           |                                      |
| Dryopteris corleyi Fraser-Jenk.                                                                               | –                                         | kapraď          | kapraďovité (Dryopteridaceae)           | severní pobřeží Španělska                                     |                                      |
| Trichomanes speciosum Willd.                                                                                  | vláskatec tajemný                         | vláskatec       | blánatcovité (Hymenophyllaceae)         | západní, střední a jižní Evropa                               |                                      |
| Isoëtes boryana Durieu                                                                                        | –                                         | šídlatka        | šídlatkovité (Isoëtaceae)               | jihozápadní Francie (Akvitánie)                               |                                      |
| Isoëtes malinverniana Ces. & De Not.                                                                          | šídlatka italská                          | šídlatka        | šídlatkovité (Isoëtaceae)               | severozápadní Itálie (Piemont a záp. Lombardie)               |                                      |
| Marsilea batardae Launert                                                                                     | –                                         | marsilka        | marsilkovité (Marsileaceae)             | jižní část Pyrenejského poloostrova                           |                                      |
| Marsilea quadrifolia L.                                                                                       | marsilka čtyřlistá                        | marsilka        | marsilkovité (Marsileaceae)             | Evropa a Asie                                                 |                                      |
| Marsilea strigosa Willd.                                                                                      | marsilka vytáhlá                          | marsilka        | marsilkovité (Marsileaceae)             | Středomoří a Asie                                             |                                      |
| Pilularia minuta Durieu                                                                                       | míčovka drobná                            | míčovka         | marsilkovité (Marsileaceae)             |                                                               |                                      |
| Botrychium matricariifolium A.Braun ex W.D.J.Koch                                                             | vratička heřmánkolistá                    | vratička        | hadilkovité (Ophioglossaceae)           | Evropa a východ Severní Ameriky                               |                                      |
| Botrychium multifidum (S.G.Gmel.) Rupr.                                                                       | vratička mnohoklaná                       | vratička        | hadilkovité (Ophioglossaceae)           | Eurasie a Severní Amerika                                     |                                      |
| Botrychium simplex E.Hitchc.                                                                                  | vratička jednoduchá                       | vratička        | hadilkovité (Ophioglossaceae)           | Eurasie a Severní Amerika                                     |                                      |
| Ophioglossum polyphyllum A.Braun ex Seub.                                                                     | hadilka mnoholistá                        | hadilka         | hadilkovité (Ophioglossaceae)           | Afrika, jižní a jz. Asie, Austrálie, Arábie, jih USA a Mexiko |                                      |
| Salvinia natans (L.) All.                                                                                     | nepukalka vzplývající                     | nepukalka       | nepukalkovité (Salviniaceae)            | Eurasie a sev. Afrika                                         |                                      |
| Abies nebrodensis (Lojac.) Mattei                                                                             | jedle sicilská                            | jedle           | borovicovité (Pinaceae)                 | severní Sicílie                                               |                                      |
| Alisma wahlenbergii (Holmb.) Juz.                                                                             | –                                         | žabník          | žabníkovité (Alismataceae)              | severní Evropa                                                |                                      |
| Caldesia parnassifolia (Bassi) Parl.                                                                          | vzplývalka tolijolistá                    | vzplývalka      | žabníkovité (Alismataceae)              | Eurasie, Afrika, Austrálie                                    |                                      |
| Luronium natans (L.) Raf.                                                                                     | žabníček vzplývavý                        | žabníček        | žabníkovité (Alismataceae)              | Evropa                                                        |                                      |
| Acis nicaeensis (Ardoino) Lledó, A.P.Davis & M.B.Crespo                                                       | bledulka nicezská                         | bledulka        | amarylkovité (Amaryllidaceae)           | jihovýchodní Francie                                          |                                      |
| Narcissus longispathus Degen & Hervier ex Pugsley                                                             | –                                         | narcis          | amarylkovité (Amaryllidaceae)           | Španělsko                                                     |                                      |
| Narcissus angustifolius Curt., syn. N. poeticus subsp. radiiflorus (Salisb.) Baker                            | –                                         | narcis          | amarylkovité (Amaryllidaceae)           |                                                               |                                      |
| Narcissus nevadensis Pugsley                                                                                  | –                                         | narcis          | amarylkovité (Amaryllidaceae)           | jižní Španělsko                                               |                                      |
| Narcissus scaberulus Henriq.                                                                                  | –                                         | narcis          | amarylkovité (Amaryllidaceae)           | severní Portugalsko                                           |                                      |
| Narcissus triandrus L.                                                                                        | narcis trojmužný                          | narcis          | amarylkovité (Amaryllidaceae)           | Pyrenejský poloostrov a Francie                               |                                      |
| Narcissus viridiflorus Schousb.                                                                               | narcis zelenokvětý                        | narcis          | amarylkovité (Amaryllidaceae)           | jihozápadní Španělsko a Maroko                                |                                      |
| Sternbergia candida B.Mathew & T.Baytop                                                                       | lužanka bělostná                          | lužanka         | amarylkovité (Amaryllidaceae)           | jihozápadní Turecko                                           |                                      |
| Amsonia orientalis Decne.                                                                                     | amsonie východní                          | amsonie         | toješťovité (Apocynaceae)               | Řecko a jihozápadní Turecko                                   |                                      |
| Arum purpureospathum P.C.Boyce                                                                                | árón nachový                              | árón            | árónovité (Araceae)                     | jihozápadní Kréta                                             |                                      |
| Aristolochia samsunensis P.H.Davis, syn. A. bodamae Dingler                                                   | –                                         | podražec        | podražcovité (Aristolochiaceae)         | severní a severozápadní Turecko                               |                                      |
| Vincetoxicum pannonicum (Borhidi) Holub                                                                       | tolita panonská                           | tolita          | toješťovité (Apocynaceae)               | Maďarsko                                                      |                                      |
| Alkanna pinardi Boiss.                                                                                        | –                                         | kamejník        | brutnákovité (Boraginaceae)             | jižní Turecko                                                 |                                      |
| Anchusa crispa Viv.                                                                                           | –                                         | pilát           | brutnákovité (Boraginaceae)             | jihovýchodní Korsika a severní Sardinie                       |                                      |
| Lithodora nitida (Ern) R.Fern., syn. Glandora nitida (Ern) D.C.Thomas                                         | –                                         | kamejka         | brutnákovité (Boraginaceae)             | jižní Španělsko (Sierra Mágina)                               |                                      |
| Myosotis praecox Hülph., syn. M.scorpioides subsp. praecox (Hülph.) Dickoré                                   | –                                         | pomněnka        | brutnákovité (Boraginaceae)             | Německo                                                       |                                      |
| Myosotis rehsteineri (Hausm.) Wartm. ex Reut.                                                                 | –                                         | pomněnka        | brutnákovité (Boraginaceae)             | Alpy                                                          |                                      |
| Omphalodes kuzinskyana Willk., syn. Iberodes kuzinskyana (Willk.) M.Serrano, R.Carbajal & S.Ortiz             | pupkovec lnolistý                         | pupkovec        | brutnákovité (Boraginaceae)             | jihozápadní Španělsko až střední Portugalsko                  |                                      |
| Omphalodes littoralis Lehm., syn. Iberodes littoralis (Lehm.) M.Serrano, R.Carbajal & S.Ortiz                 | –                                         | pupkovec        | brutnákovité (Boraginaceae)             | západní Francie                                               |                                      |
| Solenanthus albanicus (Degen) (Baldacci)                                                                      | Solenanthus albanicus                     | Solenanthus     | brutnákovité (Boraginaceae)             |                                                               |                                      |
| Symphytum cycladense (Pawl.)                                                                                  | Symphytum cycladense                      | kostival        | brutnákovité (Boraginaceae)             |                                                               |                                      |
| Onosma halophila (Boiss.) (Heldr.)                                                                            | Onosma halophila                          | ruměnice        | brutnákovité (Boraginaceae)             |                                                               |                                      |
| Onosma polyphylla (Ledeb.)                                                                                    | Onosma polyphylla                         | ruměnice        | brutnákovité (Boraginaceae)             |                                                               |                                      |
| Onosma proponticum (Aznav.)                                                                                   | Onosma proponticum                        | ruměnice        | brutnákovité (Boraginaceae)             |                                                               |                                      |
| Onosma tornensis (Borbás) Jávorka                                                                             | ruměnice turňanská                        | ruměnice        | brutnákovité (Boraginaceae)             |                                                               |                                      |
| Onosma troodi (Kotschy)                                                                                       | Onosma troodi                             | ruměnice        | brutnákovité (Boraginaceae)             |                                                               |                                      |
| Asyneuma giganteum (Boiss.) (Bornm.)                                                                          | Asyneuma giganteum                        | klasovec        | zvonkovité (Campanulaceae)              | Řecko                                                         |                                      |
| Campanula abietina (Griseb.)                                                                                  | zvonek jedlový                            | zvonek          | zvonkovité (Campanulaceae)              |                                                               |                                      |
| Campanula damboldtiana P. H. Davis & Sorger                                                                   | Campanula damboldtiana                    | zvonek          | zvonkovité (Campanulaceae)              |                                                               |                                      |
| Campanula gelida Kovanda                                                                                      | zvonek jesenický                          | zvonek          | zvonkovité (Campanulaceae)              |                                                               |                                      |
| Campanula lanata (Friv.)                                                                                      | Campanula lanata                          | zvonek          | zvonkovité (Campanulaceae)              |                                                               |                                      |
| Campanula lycica (Sorger) (Kit Tan)                                                                           | Campanula lycica                          | zvonek          | zvonkovité (Campanulaceae)              |                                                               |                                      |
| Campanula morettiana (Reichenb.)                                                                              | Campanula morettiana                      | zvonek          | zvonkovité (Campanulaceae)              |                                                               |                                      |
| Campanula romanica (Savul.)                                                                                   | Campanula romanica                        | zvonek          | zvonkovité (Campanulaceae)              |                                                               |                                      |
| Campanula sabatia (De Not.)                                                                                   | Campanula sabatia                         | zvonek          | zvonkovité (Campanulaceae)              |                                                               |                                      |
| Jasione lusitanica (A.DC.)                                                                                    | Jasione lusitanica                        | pavinec         | zvonkovité (Campanulaceae)              |                                                               |                                      |
| Physoplexis comosa (L.) (Schur.)                                                                              | Physoplexis comosa                        | Physoplexis     | zvonkovité (Campanulaceae)              |                                                               |                                      |
| Campanula asperuloides (Boiss. & Orph.) Harms                                                                 | Campanula asperuloides                    | zvonek          | zvonkovité (Campanulaceae)              |                                                               |                                      |
| Arenaria nevadensis Boiss. & Reut.                                                                            | Arenaria nevadensis                       | písečnice       | hvozdíkovité (Caryophyllaceae )         |                                                               |                                      |
| Arenaria provincialis Chater & Halliday                                                                       | Arenaria provincialis                     | písečnice       | hvozdíkovité (Caryophyllaceae )         |                                                               |                                      |
| Cerastium alsinifolium (Tausch)                                                                               | rožec kuřičkolistý                        | rožec           | hvozdíkovité (Caryophyllaceae)          |                                                               |                                      |
| Dianthus hypanicus (Andrz.)                                                                                   | Dianthus hypanicus                        | hvozdík         | hvozdíkovité (Caryophyllaceae)          |                                                               |                                      |
| Dianthus nitidus Waldst. & Kit.                                                                               | hvozdík lesklý                            | hvozdík         | hvozdíkovité (Caryophyllaceae)          |                                                               |                                      |
| Dianthus rupicola Biv.                                                                                        | Dianthus rupicola                         | hvozdík         | hvozdíkovité (Caryophyllaceae)          |                                                               |                                      |
| Dianthus serotinus Waldst. & Kit.                                                                             | hvozdík pozdní                            | hvozdík         | hvozdíkovité (Caryophyllaceae)          |                                                               |                                      |
| Dianthus urumoffii Stoj. & Acht.                                                                              | Dianthus urumoffii                        | hvozdík         | hvozdíkovité (Caryophyllaceae)          |                                                               |                                      |
| Gypsophila papillosa P.Porta                                                                                  | Gypsophila papillosa                      | šater           | hvozdíkovité (Caryophyllaceae)          |                                                               |                                      |
| Herniaria algarvica Chaudri                                                                                   | Herniaria algarvica                       | průtržník       | hvozdíkovité (Caryophyllaceae)          |                                                               |                                      |
| Herniaria maritima Link                                                                                       | Herniaria maritima                        | průtržník       | hvozdíkovité (Caryophyllaceae)          |                                                               |                                      |
| Minuartia smejkalii Dvořáková                                                                                 | kuřička Smejkalova                        |                 | hvozdíkovité (Caryophyllaceae)          |                                                               |                                      |
| Arenaria funiculata Fior & P.O.Karis                                                                          | Arenaria funiculata                       | mateřka         | hvozdíkovité (Caryophyllaceae )         |                                                               |                                      |
| Moehringia hypanica Grynj. & Klok.                                                                            | Moehringia hypanica                       | mateřka         | hvozdíkovité (Caryophyllaceae )         |                                                               |                                      |
| Moehringia jankae Griseb. ex Janka                                                                            | Moehringia jankae                         | mateřka         | hvozdíkovité (Caryophyllaceae )         |                                                               |                                      |
| Moehringia tommasinii Marches.                                                                                | Moehringia tommasinii                     | mateřka         | hvozdíkovité (Caryophyllaceae )         | endemit Slovinska                                             |                                      |
| Petrocoptis grandiflora (Rothm.)                                                                              | Petrocoptis grandiflora                   | Petrocoptis     | hvozdíkovité (Caryophyllaceae )         |                                                               |                                      |
| Petrocoptis montsicciana O.Bolós & Rivas Mart.                                                                | Petrocoptis montsicciana                  | Petrocoptis     | hvozdíkovité (Caryophyllaceae )         |                                                               |                                      |
| Petrocoptis pseudoviscosa Fernandez Casas                                                                     | Petrocoptis pseudoviscosa                 | Petrocoptis     | hvozdíkovité (Caryophyllaceae )         |                                                               |                                      |
| Saponaria halophila Hedge & Hub.-Mor.                                                                         | Saponaria halophila                       | mydlice         | hvozdíkovité (Caryophyllaceae )         |                                                               |                                      |
| Silene cretacea Fisch. ex Spreng.                                                                             | Silene cretacea                           | silenka         | hvozdíkovité (Caryophyllaceae )         |                                                               |                                      |
| Silene furcata Raf. subsp. angustiflora (Rupr.) Walters                                                       | Silene furcata                            | silenka         | hvozdíkovité (Caryophyllaceae )         |                                                               |                                      |
| Silene haussknechtii Heldr. ex Hausskn.                                                                       | Silene haussknechtii                      | silenka         | hvozdíkovité (Caryophyllaceae )         |                                                               |                                      |
| Silene hifacensis Rouy ex Willk.                                                                              | Silene hifacensis                         | silenka         | hvozdíkovité (Caryophyllaceae )         |                                                               |                                      |
| Silene holzmannii Heldr. ex Boiss.                                                                            | Silene holzmannii                         | silenka         | hvozdíkovité (Caryophyllaceae )         |                                                               |                                      |
| Silene mariana Pau                                                                                            | Silene mariana                            | silenka         | hvozdíkovité (Caryophyllaceae )         |                                                               |                                      |
| Silene orphanidis (Boiss.)                                                                                    | Silene orphanidis                         | silenka         | hvozdíkovité (Caryophyllaceae )         |                                                               |                                      |
| Silene pompeiopolitana Gay ex Boiss.                                                                          | Silene pompeiopolitana                    | silenka         | hvozdíkovité (Caryophyllaceae )         |                                                               |                                      |
| Silene rothmaleri Pinto da Silva                                                                              | Silene rothmaleri                         | silenka         | hvozdíkovité (Caryophyllaceae )         |                                                               |                                      |
| Silene salsuginea Hub.-Mor.                                                                                   | Silene salsuginea                         | silenka         | hvozdíkovité (Caryophyllaceae )         |                                                               |                                      |
| Silene sangaria Coode & Cullen                                                                                | Silene sangaria                           | silenka         | hvozdíkovité (Caryophyllaceae )         |                                                               |                                      |
| Silene velutina Pourret ex Loisel.                                                                            | Silene velutina                           | silenka         | hvozdíkovité (Caryophyllaceae )         |                                                               |                                      |
| Beta adanensis A. Pamukc. ex Aellen                                                                           | Beta adanensis                            | řepa            | merlíkovité (Chenopodiceae)             |                                                               |                                      |
| Beta trojana Pamuk. ex Aellen                                                                                 | Beta trojana                              | řepa            | merlíkovité (Chenopodiceae)             |                                                               |                                      |
| Kalidiopsis wagenitzii Aellen                                                                                 | Kalidiopsis wagenitzii                    | Kalidiopsis     | merlíkovité (Chenopodiceae)             |                                                               |                                      |
| Bassia saxicola (Guss.) A.J. Scott                                                                            | Bassia saxicola                           | bytel           | merlíkovité (Chenopodiceae)             |                                                               |                                      |
| Microcnemum coralloides subsp. anatolicum Wagenitz                                                            | Microcnemum coralloides subsp. anatolicum | Microcnemum     | merlíkovité (Chenopodiceae)             |                                                               |                                      |
| Salicornia veneta Pignatti & Lausi                                                                            | Salicornia veneta                         | slanorožec      | merlíkovité (Chenopodiceae)             |                                                               |                                      |
| Salsola anatolica Aellen                                                                                      | Salsola anatolica                         | slanobýl        | merlíkovité (Chenopodiceae)             |                                                               |                                      |
| Suaeda cucullata Aellen                                                                                       | Suaeda cucullata                          | solnička        | merlíkovité (Chenopodiceae)             |                                                               |                                      |
| Helianthemum alypoides Losa & Rivas Goday                                                                     | Helianthemum alypoides                    | devaterník      | cistovité (Cistaceae)                   |                                                               |                                      |
| Helianthemum arcticum (Grosser) Janch.                                                                        | Helianthemum arcticum                     | devaterník      | cistovité (Cistaceae)                   |                                                               |                                      |
| Helianthemum caput-felis Boiss.                                                                               | Helianthemum caput-felis                  | devaterník      | cistovité (Cistaceae)                   |                                                               |                                      |
| Tuberaria major (Willk.) Pinto da Silva & Rozeira                                                             | Tuberaria major                           | devaterník      | cistovité (Cistaceae)                   |                                                               |                                      |
| Achillea glaberrima Klok.                                                                                     | Achillea glaberrima                       | řebříček        | hvězdnicovité (Compositae)              |                                                               |                                      |
| Achillea thracica Velen.                                                                                      | Achillea thracica                         | řebříček        | hvězdnicovité (Compositae)              |                                                               |                                      |
| Anacyclus latealatus Hub.-Mor.                                                                                | Anacyclus latealatus                      | trahok          | hvězdnicovité (Compositae)              |                                                               |                                      |
| Andryala levitomentosa (E. I. Nayardy) P. D. Sell                                                             | Andryala levitomentosa                    | andryala        | hvězdnicovité (Compositae)              |                                                               |                                      |
| Anthemis glaberrima (Rech.f.) Greuter                                                                         | Anthemis glaberrima                       | rmen            | hvězdnicovité (Compositae)              |                                                               |                                      |
| Anthemis halophila Boiss. & Bal.                                                                              | Anthemis halophila                        | rmen            | hvězdnicovité (Compositae)              |                                                               |                                      |
| Anthemis trotzkiana Claus ex Bunge                                                                            | Anthemis trotzkiana                       | rmen            | hvězdnicovité (Compositae)              |                                                               |                                      |
| Artemisia granatensis Boiss.                                                                                  | Artemisia granatensis                     | pelyněk         | hvězdnicovité (Compositae)              |                                                               |                                      |
| Artemisia insipida Vill.                                                                                      | Artemisia insipida                        | pelyněk         | hvězdnicovité (Compositae)              |                                                               |                                      |
| Artemisia laciniata Willd.                                                                                    | pelyněk dřípatý                           | pelyněk         | hvězdnicovité (Compositae)              |                                                               |                                      |
| Artemisia pancicii (Janka) Ronn.                                                                              | pelyněk Pančičův                          | pelyněk         | hvězdnicovité (Compositae)              |                                                               |                                      |
| Aster pyrenaeus Desf. ex DC.                                                                                  | Aster pyrenaeus                           | hvězdnice       | hvězdnicovité (Compositae)              |                                                               |                                      |
| Aster sibiricus L.                                                                                            | Aster sibiricus                           | hvězdnice       | hvězdnicovité (Compositae)              |                                                               |                                      |
| Carduus myriacanthus Salzm. ex DC.                                                                            | Carduus myriacanthus                      | bodlák          | hvězdnicovité (Compositae)              |                                                               |                                      |
| Carlina diae (Rech.f.) Meusel & Kästner                                                                       | Carlina diae                              | pupava          | hvězdnicovité (Compositae)              |                                                               |                                      |
| Carlina onopordifolia Besser                                                                                  | Carlina onopordifolia                     | pupava          | hvězdnicovité (Compositae)              |                                                               |                                      |
| Centaurea alba L. subsp. heldreichii (Halacsy) Dostál (Centaurea heldreichii Halacsy)                         | Centaurea alba L. subsp. heldreichii      | chrpa           | hvězdnicovité (Compositae)              |                                                               |                                      |
| Centaurea alba L. subsp. princeps (Boiss. & Heldr.) Gugler (Centaurea princeps Boiss. & Heldr)                | Centaurea alba L. subsp. princeps         | chrpa           | hvězdnicovité (Compositae)              |                                                               |                                      |
| Centaurea akamantis Th Georgiades & G Chatzikyriakou                                                          | Centaurea akamantis                       | chrpa           | hvězdnicovité (Compositae)              |                                                               |                                      |
| Centaurea attica Nyman subsp. megarensis (Halacsy & Hayek) Dostál (Centaurea megarensis Halacsy & Hayek)      | Centaurea attica                          | chrpa           | hvězdnicovité (Compositae)              |                                                               |                                      |
| Centaurea balearica J.D.Rodriguez                                                                             | Centaurea balearica                       | chrpa           | hvězdnicovité (Compositae)              |                                                               |                                      |
| Centaurea borjae Valdés Berm. & Rivas Goday                                                                   | Centaurea borjae                          | chrpa           | hvězdnicovité (Compositae)              |                                                               |                                      |
| Centaurea citricolor Font Quer                                                                                | Centaurea citricolor                      | chrpa           | hvězdnicovité (Compositae)              |                                                               |                                      |
| Centaurea corymbosa Pourret                                                                                   | Centaurea corymbosa                       | chrpa           | hvězdnicovité (Compositae)              |                                                               |                                      |
| Centaurea dubjanskyi Iljin.                                                                                   | Centaurea dubjanskyi                      | chrpa           | hvězdnicovité (Compositae)              |                                                               |                                      |
| Centaurea hermannii F.Herm.                                                                                   | Centaurea hermannii                       | chrpa           | hvězdnicovité (Compositae)              |                                                               |                                      |
| Centaurea horrida Badarò                                                                                      | Centaurea horrida                         | chrpa           | hvězdnicovité (Compositae)              |                                                               |                                      |
| Centaurea jankae Brandza                                                                                      | Centaurea jankae                          | chrpa           | hvězdnicovité (Compositae)              |                                                               |                                      |
| Centaurea kalambakensis Freyn & Sint.                                                                         | Centaurea kalambakensis                   | chrpa           | hvězdnicovité (Compositae)              |                                                               |                                      |
| Centaurea kartschiana Scop.                                                                                   | Centaurea kartschiana                     | chrpa           | hvězdnicovité (Compositae)              |                                                               |                                      |
| Centaurea lactiflora Halácsy                                                                                  | Centaurea lactiflora                      | chrpa           | hvězdnicovité (Compositae)              |                                                               |                                      |
| Centaurea niederi Heldr.                                                                                      | Centaurea niederi                         | chrpa           | hvězdnicovité (Compositae)              |                                                               |                                      |
| Centaurea peucedanifolia Boiss. & Orph.                                                                       | Centaurea peucedanifolia                  | chrpa           | hvězdnicovité (Compositae)              |                                                               |                                      |
| Centaurea pineticola Iljin.                                                                                   | Centaurea pineticola                      | chrpa           | hvězdnicovité (Compositae)              |                                                               |                                      |
| Centaurea pinnata Pau                                                                                         | Centaurea pinnata                         | chrpa           | hvězdnicovité (Compositae)              |                                                               |                                      |
| Centaurea pontica Prodan & Nyár.                                                                              | Centaurea pontica                         | chrpa           | hvězdnicovité (Compositae)              |                                                               |                                      |
| Centaurea pseudoleucolepis Kleop.                                                                             | Centaurea pseudoleucolepis                | chrpa           | hvězdnicovité (Compositae)              |                                                               |                                      |
| Centaurea pulvinata (G.Blanca) G.Blanca                                                                       | Centaurea pulvinata                       | chrpa           | hvězdnicovité (Compositae)              |                                                               |                                      |
| Centaurea tchihatcheffii Fich. & Mey.                                                                         | Centaurea tchihatcheffii                  | chrpa           | hvězdnicovité (Compositae)              |                                                               |                                      |
| Crepis crocifolia Boiss. & Heldr.                                                                             | Crepis crocifolia                         | škarda          | hvězdnicovité (Compositae)              |                                                               |                                      |
| Crepis granatensis (Willk.) G.Blanca & M.Cueto                                                                | Crepis granatensis                        | škarda          | hvězdnicovité (Compositae)              |                                                               |                                      |
| Crepis purpurea (Willd). Bieb.                                                                                | Crepis purpurea                           | škarda          | hvězdnicovité (Compositae)              |                                                               |                                      |
| Dendranthema zawadskii (Herb.) Tzvel.                                                                         | listopádka peninská                       |                 | hvězdnicovité (Compositae)              |                                                               |                                      |
| Erigeron frigidus Boiss. ex DC.                                                                               | Erigeron frigidus                         | turan           | hvězdnicovité (Compositae)              |                                                               |                                      |
| Helichrysum sibthorpii Rouy                                                                                   | Helichrysum sibthorpii                    | smil            | hvězdnicovité (Compositae)              |                                                               |                                      |
| Hymenostemma pseudanthemis (Kunze) Willd.                                                                     | Hymenostemma pseudanthemis                |                 | hvězdnicovité (Compositae)              |                                                               |                                      |
| Jurinea cyanoides (L.)Reichenb.                                                                               | sinokvět chrpovitý                        | sinokvět        | hvězdnicovité (Compositae)              |                                                               |                                      |
| Jurinea fontqueri Cuatrec.                                                                                    | Jurinea fontqueri                         | sinokvět        | hvězdnicovité (Compositae)              |                                                               |                                      |
| Lagoseris purpurea (Willd.) Boiss                                                                             | Lagoseris purpurea                        |                 | hvězdnicovité (Compositae)              |                                                               |                                      |
| Lamyropsis microcephala (Moris) Dittrich & Greuter                                                            | Lamyropsis microcephala                   |                 | hvězdnicovité (Compositae)              |                                                               |                                      |
| Leontodon boryi Boiss. ex DC.                                                                                 | Leontodon boryi                           | máchelka        | hvězdnicovité (Compositae)              |                                                               |                                      |
| Leontodon siculus (Guss.) Finch & Sell                                                                        | Leontodon siculus                         | máchelka        | hvězdnicovité (Compositae)              |                                                               |                                      |
| Ligularia sibirica (L.) Cass.                                                                                 | popelivka sibiřská                        |                 | hvězdnicovité (Compositae)              |                                                               |                                      |
| Picris willkommii (Schultz-Bip.) Nyman                                                                        | Picris willkommii                         | hořčík          | hvězdnicovité (Compositae)              |                                                               |                                      |
| Santolina elegans Boiss. ex DC.                                                                               | Santolina elegans                         | svatolina       | hvězdnicovité (Compositae)              |                                                               |                                      |
| Senecio elodes Boiss. ex DC.                                                                                  | Senecio elodes                            | starček         | hvězdnicovité (Compositae)              |                                                               |                                      |
| Senecio nevadensis Boiss. & Reuter                                                                            | Senecio nevadensis                        | starček         | hvězdnicovité (Compositae)              |                                                               |                                      |
| Serratula tanaitica P.A.Smirn.                                                                                | Serratula tanaitica                       | srpice          | hvězdnicovité (Compositae)              |                                                               |                                      |
| Sonchus erzincanicus Matthews                                                                                 | Sonchus erzincanicus                      | mléč            | hvězdnicovité (Compositae)              |                                                               |                                      |
| Wagenitzia lancifolia (Sieber ex Sprengel) Dostál                                                             | Wagenitzia lancifolia                     |                 | hvězdnicovité (Compositae)              |                                                               |                                      |
| Convolvulus argyrothamnos (Greuter)                                                                           | Convolvulus argyrothamnos                 | svlačec         | svlačcovité (Convolulaceae)             |                                                               |                                      |
| Convolvulus pulvinatus Sa'ad                                                                                  | Convolvulus pulvinatus                    | svlačec         | svlačcovité (Convolulaceae)             |                                                               |                                      |
| Alyssum akamasicum B.L.Burtt                                                                                  | tařinka akamaská                          | tařinka         | brukvovité (Cruciferae)                 |                                                               |                                      |
| Alyssum borzaeanum Nyár.                                                                                      | Alyssum borzaeanum                        | tařinka         | brukvovité (Cruciferae)                 |                                                               |                                      |
| Alyssum pyrenaicum Lapeyr. (Ptilotrichum pyrenaicum (Lapeyr.) Boiss.)                                         | Alyssum pyrenaicum                        | tařinka         | brukvovité (Cruciferae)                 |                                                               |                                      |
| Arabis kennedyae Meikle                                                                                       | Arabis kennedyae                          | huseník         | brukvovité (Cruciferae)                 |                                                               |                                      |
| Armoracia macrocarpa (Waldst. & Kit.) Kit. Ex Baumg.                                                          | křen velkoplodý                           | křen            | brukvovité (Cruciferae)                 |                                                               |                                      |
| Aurinia uechtritziana (Bornm.) Cullen & T. R. Dudley                                                          | Aurinia uechtritziana                     | tařice          | brukvovité (Cruciferae)                 |                                                               |                                      |
| Biscutella neustriaca Bonnet                                                                                  | Biscutella neustriaca                     | dvojštítek      | brukvovité (Cruciferae)                 |                                                               |                                      |
| Boleum asperum (Pers.) Desv.                                                                                  | Boleum asperum                            |                 | brukvovité (Cruciferae)                 |                                                               |                                      |
| Brassica repanda subsp. glabrescens (Poldini) Gomez-Campo                                                     | Brassica repanda subsp. glabrescens       | brukev          | brukvovité (Cruciferae)                 |                                                               |                                      |
| Brassica hilarionis Post                                                                                      | Brassica hilarionis                       | brukev          | brukvovité (Cruciferae)                 |                                                               |                                      |
| Brassica insularis Moris                                                                                      | Brassica insularis                        | brukev          | brukvovité (Cruciferae)                 |                                                               |                                      |
| Brassica macrocarpa Guss.                                                                                     | Brassica macrocarpa                       | brukev          | brukvovité (Cruciferae)                 |                                                               |                                      |
| Brassica sylvestris (l.) Mill. subsp. taurica Tzvel.                                                          | brukev řepák                              | brukev          | brukvovité (Cruciferae)                 |                                                               |                                      |
| Braya purpurascens (R.Br.) Bunge                                                                              | Braya purpurascens                        |                 | brukvovité (Cruciferae)                 |                                                               |                                      |
| Cochlearia polonica A. Fröhl.                                                                                 | Cochlearia polonica                       | lžičník         | brukvovité (Cruciferae)                 |                                                               |                                      |
| Coincya rupestris Rouy (Hutera rupestris P. Porta)                                                            | Coincya rupestris                         |                 | brukvovité (Cruciferae)                 |                                                               |                                      |
| Coronopus navasii Pau                                                                                         | Coronopus navasii                         | vraní nožka     | brukvovité (Cruciferae)                 |                                                               |                                      |
| Crambe koktebelica (Junge) N. Busch.                                                                          | Crambe koktebelica                        | katrán          | brukvovité (Cruciferae)                 |                                                               |                                      |
| Crambe litwinowii K. Gross.                                                                                   | Crambe litwinowii                         | katrán          | brukvovité (Cruciferae)                 |                                                               |                                      |
| Diplotaxis ibicensis (Pau) Goméz-Campo                                                                        | Diplotaxis ibicensis                      | křez            | brukvovité (Cruciferae)                 |                                                               |                                      |
| Diplotaxis siettiana Maire                                                                                    | Diplotaxis siettiana                      | křez            | brukvovité (Cruciferae)                 |                                                               |                                      |
| Draba dorneri Heuffel                                                                                         | Draba dorneri                             | chudina         | brukvovité (Cruciferae)                 |                                                               |                                      |
| Erucastrum palustre (Pirona) Vis.                                                                             | Erucastrum palustre                       | ředkevník       | brukvovité (Cruciferae)                 |                                                               |                                      |
| Erysimum pieninicum (Zapalł.) Pawlł.                                                                          | Erysimum pieninicum                       | trýzel          | brukvovité (Cruciferae)                 |                                                               |                                      |
| Iberis arbuscula Runemark                                                                                     | Iberis arbuscula                          | štěničník       | brukvovité (Cruciferae)                 |                                                               |                                      |
| Ionopsidium acaule (Desf.) Reichemb.                                                                          | fialička bezlodyžná                       | fialička        | brukvovité (Cruciferae)                 |                                                               |                                      |
| Ionopsidium savianum (Caruel) Ball ex Arcang.                                                                 | Ionopsidium savianum                      | fialička        | brukvovité (Cruciferae)                 |                                                               |                                      |
| Lepidium meyeri subsp. turczaninowii (Lipsky) Schmalh.                                                        | Lepidium meyeri subsp. turczaninowii      | řeřicha         | brukvovité (Cruciferae)                 |                                                               |                                      |
| Murbeckiella sousae Rothm.                                                                                    | Murbeckiella sousae                       |                 | brukvovité (Cruciferae)                 |                                                               |                                      |
| Schivereckia podolica (Besser) Andrz.                                                                         | Schivereckia podolica                     |                 | brukvovité (Cruciferae)                 |                                                               |                                      |
| Sisymbrium cavanillesianum Castrov. & Valdés Berm. (S. matritense P.W.Ball & Heywood)                         | Sisymbrium cavanillesianum                | hulevník        | brukvovité (Cruciferae)                 |                                                               |                                      |
| Sisymbrium confertum Steven ex Turcz.                                                                         | Sisymbrium confertum                      | hulevník        | brukvovité (Cruciferae)                 |                                                               |                                      |
| Sisymbrium supinum L.                                                                                         | Sisymbrium supinum                        | hulevník        | brukvovité (Cruciferae)                 |                                                               |                                      |
| Thlaspi cariense A.Carlström                                                                                  | Thlaspi cariense                          | penízek         | brukvovité (Cruciferae)                 |                                                               |                                      |
| Thlaspi jankae A. Kern                                                                                        | penízek slovenský                         | penízek         | brukvovité (Cruciferae)                 |                                                               |                                      |
| Carex secalina Willd. ex Wahlenb.                                                                             | ostřice žitná                             |                 | šáchorovité (Cyperaceae)                |                                                               |                                      |
| Eleocharis carniolica W. D. J. Koch                                                                           | bahnička kraňská                          |                 | šáchorovité (Cyperaceae)                |                                                               |                                      |
| Borderea chouardii (Gaussen) Heslot                                                                           | Borderea chouardii                        |                 | smldnicovité (Dioscoreaceae)            |                                                               |                                      |
| Dipsacus cephalarioides V.A.Matthews & Kupicha                                                                | Dipsacus cephalarioides                   | štětka          | štětkovité (Dipsacaceae)                | Turecko – (endemit)                                           |                                      |
| Aldrovanda vesiculosa (L.)                                                                                    | aldrovandka měchýřkatá                    |                 | rosnatkovité (Droseraceae)              |                                                               |                                      |
| Vaccinium arctostaphylos (L.)                                                                                 | medvědice lékařská                        |                 | vřesovcovité (Ericaceae)                |                                                               |                                      |
| Euphorbia nevadensis Boiss. & Reuter                                                                          | Euphorbia margalidiana                    | pryšec          | pryšcovité (Euphorbiaceae)              |                                                               |                                      |
| Euphorbia margalidiana Kuhbier & Lewejohann                                                                   | Euphorbia margalidiana                    | pryšec          | pryšcovité (Euphorbiaceae)              | Baléárské ostrovy – (endemit)                                 |                                      |
| Centaurium rigualii Esteve Chueca                                                                             | Centaurium rigualii                       | zeměžluč        | hořcovité (Gentianaceae)                |                                                               |                                      |
| Centaurium somedanum M. Laínz.                                                                                | Centaurium somedanum                      | zeměžluč        | hořcovité (Gentianaceae)                |                                                               |                                      |
| Gentiana ligustica R. de Vilm. & Chopinet                                                                     | Gentiana ligustica                        | hořec           | hořcovité (Gentianaceae)                |                                                               |                                      |
| Gentianella anglica (Pugsley) E.F.Warburg                                                                     | Gentianella anglica                       | hořeček         | hořcovité (Gentianaceae)                |                                                               |                                      |
| Erodium astragaloides Boiss. & Reuter                                                                         | Erodium astragaloides                     | pumpava         | kakostovité (Geraniaceae)               |                                                               |                                      |
| Erodium chrysanthum L'Hér. ex DC.                                                                             | Erodium chrysanthum                       | pumpava         | kakostovité (Geraniaceae)               |                                                               |                                      |
| Erodium paularense Fern. Gonz. & Izco                                                                         | Erodium paularense                        | pumpava         | kakostovité (Geraniaceae)               |                                                               |                                      |
| Erodium rupicola Boiss.                                                                                       | Erodium rupicola                          | pumpava         | kakostovité (Geraniaceae)               |                                                               |                                      |
| Haberlea rhodopensis Friv.                                                                                    | Haberlea rhodopensis                      | nečada          | podpětovité (Gesneriaceae)              |                                                               |                                      |
| Jankaea heldreichii (Boiss.) Boiss.                                                                           | plstnatka olympská                        | plstnatka       | podpětovité (Gesneriaceae)              |                                                               |                                      |
| Ramonda serbica Pančic                                                                                        | Ramonda serbica                           |                 | podpětovité (Gesneriaceae)              |                                                               |                                      |
| Helictotrichon hackelii (Henriq.) Henrard                                                                     | Helictotrichon hackelii                   | ovsíř           | lipnicovité (Gramineae)                 |                                                               |                                      |
| Bromus bromoideus (Lej.) Crepin                                                                               | Bromus bromoideus                         | sveřep          | lipnicovité (Gramineae)                 |                                                               |                                      |
| Bromus grossus Desf. ex DC.                                                                                   | sveřep velký                              | sveřep          | lipnicovité (Gramineae)                 |                                                               |                                      |
| Bromus interruptus (Häckel) Druce                                                                             | Bromus interruptus                        | sveřep          | lipnicovité (Gramineae)                 |                                                               |                                      |
| Bromus moesiacus Velen.                                                                                       | Bromus moesiacus                          | sveřep          | lipnicovité (Gramineae)                 |                                                               |                                      |
| Bromus psammophilus P.M.Smith                                                                                 | Bromus psammophilus                       | sveřep          | lipnicovité (Gramineae)                 |                                                               |                                      |
| Coleanthus subtilis (Tratt.) Seidl                                                                            | puchýřka útlá                             | puchýřka        | lipnicovité (Gramineae)                 |                                                               |                                      |
| Eremopoa mardinensis R.R.Mill                                                                                 | Eremopoa mardinensis                      |                 | lipnicovité (Gramineae)                 |                                                               |                                      |
| Gaudinia hispanica Stace & T.G.Tutin                                                                          | Gaudinia hispanica                        | lámavka         | lipnicovité (Gramineae)                 |                                                               |                                      |
| Micropyropsis tuberosa Romero Zarco & Cabezudo                                                                | Micropyropsis tuberosa                    |                 | lipnicovité (Gramineae)                 |                                                               |                                      |
| Poa granitica Braun-Blanquet                                                                                  | lipnice žulová                            | lipnice         | lipnicovité (Gramineae)                 |                                                               |                                      |
| Poa riphaea (Asch. & Graebn.) Fritsch                                                                         | lipnice jesenická                         | lipnice         | lipnicovité (Gramineae)                 |                                                               |                                      |
| Puccinellia fasciculata (Torr.) E. P. Bicknell                                                                | Puccinellia fasciculata                   | zblochanec      | lipnicovité (Gramineae)                 |                                                               |                                      |
| Stipa austroitalica Martinovský                                                                               | Stipa austroitalica                       | kavyl           | lipnicovité (Gramineae)                 |                                                               |                                      |
| Stipa pulcherrima ssp. bavarica Martinovský & H.Scholz                                                        | kavyl sličný                              | kavyl           | lipnicovité (Gramineae)                 |                                                               |                                      |
| Stipa danubialis Dihoru & Roman                                                                               | Stipa danubialis                          | kavyl           | lipnicovité (Gramineae)                 |                                                               |                                      |
| Stipa styriaca Martinovský                                                                                    | Stipa styriaca                            | kavyl           | lipnicovité (Gramineae)                 |                                                               |                                      |
| Stipa syreistschikowii P. Smirn.                                                                              | Stipa syreistschikowii                    | kavyl           | lipnicovité (Gramineae)                 |                                                               |                                      |
| Trisetum agrostideum (Laest.) Fr.                                                                             | Trisetum agrostideum                      | trojštět        | lipnicovité (Gramineae)                 |                                                               |                                      |
| Ribes sardoum Martelli                                                                                        | Ribes sardoum                             | meruzalka       | meruzalkovité (Grossulariaceae)         |                                                               |                                      |
| Hypericum aciferum (Greuter) N.K.B.Robson                                                                     | Hypericum aciferum                        | třezalka        | třezalkovité (Hypericaceae)             |                                                               |                                      |
| Hypericum salsugineum Robson & Hub.-Mor.                                                                      | Hypericum salsugineum                     | třezalka        | třezalkovité (Hypericaceae)             |                                                               |                                      |
| Crocus abantensis T.Baytop & Mathew                                                                           | Crocus abantensis                         | šafrán          | kosatcovité (Iridaceae)                 |                                                               |                                      |
| Crocus cyprius Boiss. & Kotschy                                                                               | Crocus cyprius                            | šafrán          | kosatcovité (Iridaceae)                 |                                                               |                                      |
| Crocus etruscus Parl.                                                                                         | Crocus etruscus                           | šafrán          | kosatcovité (Iridaceae)                 |                                                               |                                      |
| Crocus hartmannianus Holmboe                                                                                  | Crocus hartmannianus                      | šafrán          | kosatcovité (Iridaceae)                 |                                                               |                                      |
| Crocus robertianus C.D. Brickell                                                                              | Crocus robertianus                        | šafrán          | kosatcovité (Iridaceae)                 |                                                               |                                      |
| Gladiolus palustris Gaudin                                                                                    | mečík bahenní                             | mečík           | kosatcovité (Iridaceae)                 |                                                               |                                      |
| Iris marsica I.Ricci & Colas.                                                                                 | Iris marsica                              | kosatec         | kosatcovité (Iridaceae)                 | Itálie Abruzzi – (endemit)                                    |                                      |
| Dracocephalum austriacum L.                                                                                   | včelník rakouský                          | včelník         | hluchavkovité (Lamiaceae)               |                                                               |                                      |
| Dracocephalum ruyschiana L.                                                                                   | včelník skalní                            | včelník         | hluchavkovité (Lamiaceae)               |                                                               |                                      |
| Micromeria taygetea P. H. Davis                                                                               | Micromeria taygetea                       |                 | hluchavkovité (Lamiaceae)               |                                                               |                                      |
| Nepeta dirphya Heldr. ex Boiss.                                                                               | Nepeta dirphya                            | šanta           | hluchavkovité (Lamiaceae)               |                                                               |                                      |
| Nepeta sphaciotica P. H. Davis                                                                                | Nepeta sphaciotica                        | šanta           | hluchavkovité (Lamiaceae)               |                                                               |                                      |
| Origanum cordifolium (Montbret & Aucher ex Benth.) Vogel                                                      | Origanum cordifolium                      | dobromysl       | hluchavkovité (Lamiaceae)               |                                                               |                                      |
| Origanum dictamnus L.                                                                                         | krétské oregano (lidový název)            | dobromysl       | hluchavkovité (Lamiaceae)               |                                                               |                                      |
| Origanum scabrum Boiss. & Heldr                                                                               | Origanum scabrum                          | dobromysl       | hluchavkovité (Lamiaceae)               |                                                               |                                      |
| Phlomis brevibracteata Turrill                                                                                | Phlomis brevibracteata                    | sápa            | hluchavkovité (Lamiaceae)               |                                                               |                                      |
| Phlomis cypria Post                                                                                           | Phlomis cypria                            | sápa            | hluchavkovité (Lamiaceae)               | Kypr                                                          |                                      |
| Rosmarinus tomentosus Hub.-Mor. & Maire                                                                       | Rosmarinus tomentosus                     | rozmarýna       | hluchavkovité (Lamiaceae)               |                                                               |                                      |
| Salvia crassifolia Sibth. & Smith                                                                             | Salvia crassifolia                        | šalvěj          | hluchavkovité (Lamiaceae)               |                                                               |                                      |
| Sideritis cypria Post                                                                                         | Sideritis cypria                          | hojník          | hluchavkovité (Lamiaceae)               |                                                               |                                      |
| Sideritis glauca Cav.                                                                                         | Sideritis glauca                          | hojník          | hluchavkovité (Lamiaceae)               |                                                               |                                      |
| Sideritis pungens Benth.                                                                                      | Sideritis pungens                         | hojník          | hluchavkovité (Lamiaceae)               |                                                               |                                      |
| Sideritis serrata Cav. ex Lag.                                                                                | Sideritis serrata                         | hojník          | hluchavkovité (Lamiaceae)               |                                                               |                                      |
| Teucrium charidemi Sandwith                                                                                   | Teucrium charidemi                        | ožanka          | hluchavkovité (Lamiaceae)               |                                                               |                                      |
| Teucrium lamiifolium D'Urv.                                                                                   | Teucrium lamiifolium                      | ožanka          | hluchavkovité (Lamiaceae)               |                                                               |                                      |
| Teucrium lepicephalum Pau                                                                                     | Teucrium lepicephalum                     | ožanka          | hluchavkovité (Lamiaceae)               |                                                               |                                      |
| Teucrium turredanum Losa & Rivas Goday                                                                        | Teucrium turredanum                       | ožanka          | hluchavkovité (Lamiaceae)               |                                                               |                                      |
| Thymus aznavourii Velen.                                                                                      | Thymus aznavourii                         | mateřídouška    | hluchavkovité (Lamiaceae)               |                                                               |                                      |
| Thymus camphoratus Hoffmanns. & Link                                                                          | Thymus camphoratus                        | mateřídouška    | hluchavkovité (Lamiaceae)               |                                                               |                                      |
| Thymus carnosus Boiss.                                                                                        | Thymus carnosus                           | mateřídouška    | hluchavkovité (Lamiaceae)               |                                                               |                                      |
| Thymus cephalotos L.                                                                                          | Thymus cephalotos                         | mateřídouška    | hluchavkovité (Lamiaceae)               |                                                               |                                      |
| Anthyllis hystrix Cardona, Contandr. & E.Sierra                                                               | Anthyllis hystrix                         | úročník         | bobovité (Fabaceae)                     |                                                               |                                      |
| Astracantha arnacantha subsp. aitosensis (Ivan.) Reer & Podlech                                               | Astracantha arnacantha subsp. aitosensis  | kozinec         | bobovité (Fabaceae)                     |                                                               |                                      |
| Astragalus algarbiensis Coss. ex Bunge                                                                        | Astragalus algarbiensis                   | kozinec         | bobovité (Fabaceae)                     |                                                               |                                      |
| Astragalus aquilanus Anzal.                                                                                   | Astragalus aquilanus                      | kozinec         | bobovité (Fabaceae)                     |                                                               |                                      |
| Astragalus centralpinus Braun-Blanq.                                                                          | kozinec středoalpský                      | kozinec         | bobovité (Fabaceae)                     |                                                               |                                      |
| Astragalus kungurensis Boriss.                                                                                | Astragalus kungurensis                    | kozinec         | bobovité (Fabaceae)                     |                                                               |                                      |
| Astragalus macrocarpus DC. subsp. lefkarensis Agerer-Kirchoff & Meikle                                        | Astragalus macrocarpus                    | kozinec         | bobovité (Fabaceae)                     |                                                               |                                      |
| Astragalus maritimus Moris                                                                                    | Astragalus maritimus                      | kozinec         | bobovité (Fabaceae)                     |                                                               |                                      |
| Astragalus peterfii Jáv.                                                                                      | Astragalus peterfii                       | kozinec         | bobovité (Fabaceae)                     |                                                               |                                      |
| Astragalus physocalyx Fisch.                                                                                  | Astragalus physocalyx                     | kozinec         | bobovité (Fabaceae)                     |                                                               |                                      |
| Astragalus pseudopurpureus Gusul.                                                                             | Astragalus pseudopurpureus                | kozinec         | bobovité (Fabaceae)                     |                                                               |                                      |
| Astragalus setosulus Gontsch.                                                                                 | Astragalus setosulus                      | kozinec         | bobovité (Fabaceae)                     |                                                               |                                      |
| Astragalus tanaiticus K.Koch.                                                                                 | Astragalus tanaiticus                     | kozinec         | bobovité (Fabaceae)                     |                                                               |                                      |
| Astragalus tremolsianus Pau                                                                                   | Astragalus tremolsianus                   | kozinec         | bobovité (Fabaceae)                     |                                                               |                                      |
| Astragalus verrucosus Moris                                                                                   | Astragalus verrucosus                     | kozinec         | bobovité (Fabaceae)                     |                                                               |                                      |
| Cytisus aeolicus Guss. ex Lindl.                                                                              | Cytisus aeolicus                          | čilimník        | bobovité (Fabaceae)                     |                                                               |                                      |
| Genista dorycnifolia Font Quer                                                                                | Genista dorycnifolia                      | kručinka        | bobovité (Fabaceae)                     |                                                               |                                      |
| Genista holopetala (Fleischm. ex W.D.J. Koch) Bald.                                                           | Genista holopetala                        | kručinka        | bobovité (Fabaceae)                     |                                                               |                                      |
| Genista tetragona Besser                                                                                      | Genista tetragona                         | kručinka        | bobovité (Fabaceae)                     |                                                               |                                      |
| Glycyrrhiza iconica Hub.-Mor.                                                                                 | Glycyrrhiza iconica                       | lékořice        | bobovité (Fabaceae)                     |                                                               |                                      |
| Hedysarum razoumovianum DC.                                                                                   | Hedysarum razoumovianum                   | kopyšník        | bobovité (Fabaceae)                     |                                                               |                                      |
| Ononis maweana Ball                                                                                           | Ononis maweana                            | jehlice         | bobovité (Fabaceae)                     |                                                               |                                      |
| Oxytropis deflexa (Pallas) DC. subsp. norvegica Nordh.                                                        | Oxytropis deflexa                         | vlnice          | bobovité (Fabaceae)                     |                                                               |                                      |
| Sphaerophysa kotschyana Boiss.                                                                                | Sphaerophysa kotschyana                   |                 | bobovité (Fabaceae)                     |                                                               |                                      |
| Thermopsis turcica Kit Tan & al.                                                                              | Thermopsis turcica                        |                 | bobovité (Fabaceae)                     |                                                               |                                      |
| Trifolium medium subsp. banaticum (Heuff.)Hendrych                                                            | Trifolium medium subsp. banaticum         | jetel           | bobovité (Fabaceae)                     |                                                               |                                      |
| Trifolium pachycalyx Zoh.                                                                                     | Trifolium pachycalyx                      | jetel           | bobovité (Fabaceae)                     |                                                               |                                      |
| Trifolium saxatile All.                                                                                       | Trifolium saxatile                        | jetel           | bobovité (Fabaceae)                     |                                                               |                                      |
| Medicago arenicola (Hub.-Mor.) E. Small.                                                                      | Medicago arenicola                        | tolice          | bobovité (Fabaceae)                     |                                                               |                                      |
| Trigonella halophila Boiss.                                                                                   | Trigonella halophila                      | pískavice       | bobovité (Fabaceae)                     |                                                               |                                      |
| Medicago heldreichii E.Small                                                                                  | Medicago heldreichii                      | pískavice       | bobovité (Fabaceae)                     |                                                               |                                      |
| Vicia filicaulis Webb & Berthel.                                                                              | Vicia filicaulis                          | vikev           | bobovité (Fabaceae)                     |                                                               |                                      |
| Pinguicula crystallina Sibth. & Sm.                                                                           | Pinguicula crystallina                    | tučnice         | bublinatkovité (Lentibulariceae)        |                                                               |                                      |
| Pinguicula nevadensis (Lindb.) Casper                                                                         | Pinguicula nevadensis                     | tučnice         | bublinatkovité (Lentibulariceae)        |                                                               |                                      |
| Allium grosii Font Quer                                                                                       | Allium grosii                             | česnek          | liliovité (Liliaceae)                   |                                                               |                                      |
| Allium regelianum A.K. Becker                                                                                 | Allium regelianum                         | česnek          | liliovité (Liliaceae)                   |                                                               |                                      |
| Allium scabriflorum Boiss.                                                                                    | Allium scabriflorum                       | česnek          | liliovité (Liliaceae)                   |                                                               |                                      |
| Androcymbium europaeum (Lange) K.Richt.                                                                       | Androcymbium europaeum                    |                 | ocúnovité (Colchicaceae)                |                                                               |                                      |
| Androcymbium rechingeri Greuter                                                                               | Androcymbium rechingeri                   |                 | ocúnovité (Colchicaceae)                |                                                               |                                      |
| Asparagus lycaonicus P. H. Davis                                                                              | Asparagus lycaonicus                      | chřest          | chřestovité (Asparagaceae) –            |                                                               |                                      |
| Asphodelus bento-rainhae Pinto da Silva                                                                       | Asphodelus bento-rainhae                  | asfodel         | asfodelovité (Asphodelaceae) –          |                                                               |                                      |
| Scilla lochiae (Meikle) Speta                                                                                 | Scilla lochiae                            | ladonička       | hyacintovité (Hyacinthaceae)            |                                                               |                                      |
| Chionodoxa luciliae Boiss.                                                                                    | ladonička bělomodrá                       | ladonička       | hyacintovité (Hyacinthaceae)            |                                                               |                                      |
| Colchicum arenarium Waldst. & Kit.                                                                            | ocún písečný                              | ocún            | ocúnovité (Colchicaceae)                |                                                               |                                      |
| Colchicum corsicum Baker                                                                                      | ocún korsický                             | ocún            | ocúnovité (Colchicaceae)                |                                                               |                                      |
| Colchicum cousturieri Greuter                                                                                 | Colchicum cousturieri                     | ocún            | ocúnovité (Colchicaceae)                |                                                               |                                      |
| Colchicum davidovii Stef.                                                                                     | Colchicum davidovii                       | ocún            | ocúnovité (Colchicaceae)                |                                                               |                                      |
| Colchicum fominii Bordz.                                                                                      | Colchicum fominii                         | ocún            | ocúnovité (Colchicaceae)                |                                                               |                                      |
| Colchicum micranthum Boiss.                                                                                   | Colchicum micranthum                      | ocún            | ocúnovité (Colchicaceae)                |                                                               |                                      |
| Fritillaria conica Boiss.                                                                                     | Fritillaria conica                        | řebčík          | liliovité (Liliaceae)                   |                                                               |                                      |
| Fritillaria drenovskii Degen & Stoy.                                                                          | Fritillaria drenovskii                    | řebčík          | liliovité (Liliaceae)                   |                                                               |                                      |
| Fritillaria epirotica Turrill ex Rix                                                                          | Fritillaria epirotica                     | řebčík          | liliovité (Liliaceae)                   |                                                               |                                      |
| Fritillaria euboeica Rix                                                                                      | Fritillaria euboeica                      | řebčík          | liliovité (Liliaceae)                   |                                                               |                                      |
| Fritillaria graeca Boiss.                                                                                     | Fritillaria graeca                        | řebčík          | liliovité (Liliaceae)                   |                                                               |                                      |
| Fritillaria gussichiae (Degen & Doerfler) Rix                                                                 | Fritillaria gussichiae                    | řebčík          | liliovité (Liliaceae)                   |                                                               |                                      |
| Fritillaria montana Hoppe                                                                                     | Fritillaria montana                       | řebčík          | liliovité (Liliaceae)                   |                                                               |                                      |
| Fritillaria obliqua Ker-Gawl.                                                                                 | Fritillaria obliqua                       | řebčík          | liliovité (Liliaceae)                   |                                                               |                                      |
| Fritillaria rhodocanakis Orph. ex Baker                                                                       | Fritillaria rhodocanakis                  | řebčík          | liliovité (Liliaceae)                   |                                                               |                                      |
| Fritillaria obliqua subsp. tuntasia (Heldr. ex Halácsy) Kamari                                                | Fritillaria obliqua subsp. tuntasia       | řebčík          | liliovité (Liliaceae)                   |                                                               |                                      |
| Lilium jankae A. Kerner                                                                                       | Lilium jankae                             | lilie           | liliovité (Liliaceae)                   |                                                               |                                      |
| Lilium rhodopeum Delip.                                                                                       | Lilium rhodopeum                          | lilie           | liliovité (Liliaceae)                   |                                                               |                                      |
| Leopoldia gussonei Parl.                                                                                      | Leopoldia gussonei                        |                 | hyacintovité (Hyacinthaceae)            |                                                               |                                      |
| Ornithogalum reverchonii Lange                                                                                | Ornithogalum reverchonii                  | snědek          | hyacintovité (Hyacinthaceae)            |                                                               |                                      |
| Othocallis morrisii (Meikle) Speta                                                                            | Othocallis morrisi                        | ladoňka         | hyacintovité (Hyacinthaceae)            |                                                               |                                      |
| Scilla odorata Link                                                                                           | Scilla odorata                            | ladoňka         | hyacintovité (Hyacinthaceae)            |                                                               |                                      |
| Tulipa cypria Stapf ex Turrill                                                                                | Tulipa cypria                             | tulipán         | liliovité (Liliaceae)                   | Kypr                                                          |                                      |
| Tulipa orphanidea Boiss. ex Heldr.                                                                            | tulipán Doerflerův                        | tulipán         | liliovité (Liliaceae)                   |                                                               |                                      |
| Tulipa hungarica Borbas                                                                                       | tulipán maďarský                          | tulipán         | liliovité (Liliaceae)                   | Maďarsko Rumunsko                                             |                                      |
| Tulipa agenensis Redouté.                                                                                     | Tulipa agenensis                          | tulipán         | liliovité (Liliaceae)                   |                                                               |                                      |
| Tulipa sprengeri Baker                                                                                        | tulipán Sprengerův                        | tulipán         | liliovité (Liliaceae)                   |                                                               |                                      |
| Linum dolomiticum Borbas                                                                                      | Linum dolomiticum                         | len             | lnovité (Linaceae)                      |                                                               |                                      |
| Lythrum flexuosum Lag.                                                                                        | Lythrum flexuosum                         | kyprej          | kyprejovité (Lythraceae)                |                                                               |                                      |
| Lythrum thesioides M.Bieb.                                                                                    | Lythrum thesioides                        | kyprej          | kyprejovité (Lythraceae)                |                                                               |                                      |
| Kosteletzkya virginica (L.) C. Presl ex A. Gray                                                               | Kosteletzkya virginica                    |                 | slézovité (Malvaceae)                   |                                                               |                                      |
| Najas tenuissima (A.Braun ex Magnus) Magnus                                                                   | Najas tenuissima                          | řečanka         | voďankovité (Najadaceae)                |                                                               |                                      |
| Najas flexilis (Willd.) Rostk. & W.L.Schmidt                                                                  | Najas flexilis                            | řečanka         | voďankovité (Najadaceae)                |                                                               |                                      |
| Najas tenuissima (A.Braun) Magnus                                                                             | Najas tenuissima                          | řečanka         | voďankovité (Najadaceae)                |                                                               |                                      |
| Syringa josikaea Jacq. fil.                                                                                   | šeřík karpatský                           | šeřík           | olivovníkovité (Oleaceae)               |                                                               |                                      |
| Cephalanthera cucullata Boiss. & Heldr.                                                                       | Cephalanthera cucullata                   | okrotice        | vstavačovité (Orchidaceae)              |                                                               |                                      |
| Himantoglossum comperianum (Steven) P.Delforge                                                                | Himantoglossum comperianum                | jazýček         | vstavačovité (Orchidaceae)              |                                                               |                                      |
| Cypripedium calceolus L.                                                                                      | střevíčník pantoflíček                    | střevíčník      | vstavačovité (Orchidaceae)              |                                                               |                                      |
| Dactylorhiza umbrosa (Kar. & Kir.) Nevski                                                                     | prstnatec perský                          | prstnatec       | vstavačovité (Orchidaceae)              |                                                               |                                      |
| Himantoglossum caprinum (M.Bieb.) Spreng.                                                                     | Himantoglossum caprinum                   | jazýček         | vstavačovité (Orchidaceae)              |                                                               |                                      |
| Liparis loeselii (L.) Rich.                                                                                   | hlízovec Loeselův                         | hlízovec        | vstavačovité (Orchidaceae)              |                                                               |                                      |
| Ophrys argolica Fleischm.                                                                                     | Ophrys argolica                           | tořič           | vstavačovité (Orchidaceae)              |                                                               |                                      |
| Ophrys isaura Renz & Taub.                                                                                    | Ophrys isaura                             | tořič           | vstavačovité (Orchidaceae)              |                                                               |                                      |
| Ophrys kotschyi H. Fleischm. & Soó                                                                            | Ophrys kotschyi                           | tořič           | vstavačovité (Orchidaceae)              |                                                               |                                      |
| Ophrys lunulata Parl.                                                                                         | Ophrys lunulata                           | tořič           | vstavačovité (Orchidaceae)              |                                                               |                                      |
| Ophrys lycia Renz & Taub.                                                                                     | Ophrys lycia                              | tořič           | vstavačovité (Orchidaceae)              |                                                               |                                      |
| Ophrys oestrifera Bieb.                                                                                       | Ophrys oestrifera                         | tořič           | vstavačovité (Orchidaceae)              |                                                               |                                      |
| Ophrys sphegodes subsp. mammosa (Desf.) Soó ex E.Nelson                                                       | Ophrys sphegodes subsp. mammosa           | tořič           | vstavačovité (Orchidaceae)              |                                                               |                                      |
| Orchis provincialis Balb. ex Lam. & DC.                                                                       | Orchis provincialis                       | vstavač         | vstavačovité (Orchidaceae)              | Kréta                                                         |                                      |
| Orchis punctulata Stev. ex Lindl.                                                                             | Orchis punctulata                         | vstavač         | vstavačovité (Orchidaceae)              | Izrael                                                        |                                      |
| Platanthera obtusata (Pursh) Lindl. subsp.oligantha (Turcz.) Hulten                                           | Platanthera obtusata                      | vemeník         | vstavačovité (Orchidaceae)              |                                                               |                                      |
| Spiranthes aestivalis (Poiret) L.C.M.Richard                                                                  | švihlík letní                             | švihlík         | vstavačovité (Orchidaceae)              |                                                               |                                      |
| Steveniella satyrioides (Stev.) Schlechter                                                                    | Steveniella satyrioides                   | Steveniella     | vstavačovité (Orchidaceae)              |                                                               |                                      |
| Paeonia cambessedesii (Willk.) Willk.                                                                         | Paeonia cambessedesii                     | pivoňka         | pivoňkovité (Paeoniaceae)               |                                                               |                                      |
| Paeonia clusii F.C.Stern. (Stern.) subsp. rhodia (Stearn) Tzanoudakis                                         | pivoňka rhodská                           | pivoňka         | pivoňkovité (Paeoniaceae)               |                                                               |                                      |
| Paeonia officinalis subsp. banatica (Rochel) Soó -                                                            | pivoňka lékařská banátská                 | pivoňka         | pivoňkovité (Paeoniaceae)               |                                                               |                                      |
| Paeonia parnassica Tzanoud.                                                                                   | Paeonia parnassica                        | pivoňka         | pivoňkovité (Paeoniaceae)               |                                                               |                                      |
| Paeonia tenuifolia L.                                                                                         | pivoňka úzkolistá                         | pivoňka         | pivoňkovité (Paeoniaceae)               |                                                               |                                      |
| Phoenix theophrasti Greuter                                                                                   | datlovník Theofrastův                     | datlovník       | palmy (Palmae)                          |                                                               |                                      |
| Papaver lapponicum (Tolm.) Nordh.                                                                             | Papaver lapponicum                        | mák             | mákovité (Papaveraceae)                 |                                                               |                                      |
| Rupicapnos africana (Lam.) Pomel                                                                              | Rupicapnos africana                       |                 | mákovité (Papaveraceae)                 |                                                               |                                      |
| Armeria pseudarmeria (Murray) Mansfeld                                                                        | Armeria pseudarmeria                      | trávnička       | olověncovité (Plumbaginaceae)           |                                                               |                                      |
| Armeria rouyana Daveau                                                                                        | Armeria rouyana                           | trávnička       | olověncovité (Plumbaginaceae)           |                                                               |                                      |
| Armeria soleirolii (Duby) Godron                                                                              | Armeria soleirolii                        | trávnička       | olověncovité (Plumbaginaceae)           |                                                               |                                      |
| Armeria velutina Welw. ex Boiss. & Reuter                                                                     | Armeria velutina                          | trávnička       | olověncovité (Plumbaginaceae)           |                                                               |                                      |
| Limonium anatolicum Hedge                                                                                     | Limonium anatolicum                       | limonka         | olověncovité (Plumbaginaceae)           |                                                               |                                      |
| Limonium tamaricoides Bokhari                                                                                 | Limonium tamaricoides                     | limonka         | olověncovité (Plumbaginaceae)           |                                                               |                                      |
| Polemonium boreale M.F. Adams                                                                                 | Polemonium boreale                        | jirnice         | jirnicovité (Polemoniaceae)             |                                                               |                                      |
| Polygonum praelongum Coode & Cullen                                                                           | Polygonum praelongum                      | rdesno          | rdesnovité (Polygonaceae)               |                                                               |                                      |
| Rheum rhaponticum L.                                                                                          | reveň bulharská                           | reveň           | rdesnovité (Polygonaceae)               |                                                               |                                      |
| Rumex rupestris Le Gall                                                                                       | Rumex rupestris                           | šťovík          | rdesnovité (Polygonaceae)               |                                                               |                                      |
| Posidonia oceanica (L.) Delile (Med.)                                                                         | posidonie mořská                          |                 | Posidoniaceae (Posidoniaceae)           |                                                               |                                      |
| Androsace cylindrica DC.                                                                                      | Androsace cylindrica                      | pochybek        | prvosenkovité (Primulaceae)             |                                                               |                                      |
| Androsace mathildae Levier                                                                                    | Androsace mathildae                       | pochybek        | prvosenkovité (Primulaceae)             |                                                               |                                      |
| Androsace pyrenaica Lam.                                                                                      | Androsace pyrenaica                       | pochybek        | prvosenkovité (Primulaceae)             |                                                               |                                      |
| Cyclamen coum Mill.                                                                                           | Cyclamen coum                             | brambořík       | prvosenkovité (Primulaceae)             |                                                               |                                      |
| Cyclamen kuznetzovii Kotov & Czernova.                                                                        | Cyclamen kuznetzovii                      | brambořík       | prvosenkovité (Primulaceae)             |                                                               |                                      |
| Cyclamen mirabile Hildebr.                                                                                    | Cyclamen mirabile                         | brambořík       | prvosenkovité (Primulaceae)             |                                                               |                                      |
| Lysimachia minoricensis J.J.Rodriguez                                                                         | Lysimachia minoricensis                   | vrbina          | prvosenkovité (Primulaceae)             |                                                               |                                      |
| Primula apennina Widmer                                                                                       | Primula apennina                          | prvosenka       | prvosenkovité (Primulaceae)             |                                                               |                                      |
| Primula deorum Velen.                                                                                         | prvosenka boží                            | prvosenka       | prvosenkovité (Primulaceae)             |                                                               |                                      |
| Primula frondosa Janka                                                                                        | Primula frondosa                          | prvosenka       | prvosenkovité (Primulaceae)             |                                                               |                                      |
| Primula egaliksensis Wormsk.                                                                                  | Primula egaliksensis                      | prvosenka       | prvosenkovité (Primulaceae)             |                                                               |                                      |
| Primula glaucescens Moretti                                                                                   | Primula glaucescens                       | prvosenka       | prvosenkovité (Primulaceae)             |                                                               |                                      |
| Primula palinuri Petagna                                                                                      | Primula palinuri                          | prvosenka       | prvosenkovité (Primulaceae)             |                                                               |                                      |
| Primula spectabilis Tratt.                                                                                    | Primula spectabilis                       | prvosenka       | prvosenkovité (Primulaceae)             |                                                               |                                      |
| Primula wulfeniana subsp. baumgarteniana (Degen & Moesz) Lüdi                                                 | Primula wulfeniana subsp. baumgarteniana  | prvosenka       | prvosenkovité (Primulaceae)             |                                                               |                                      |
| Soldanella villosa Darracq.                                                                                   | Soldanella villosa                        | dřípatka        | prvosenkovité (Primulaceae)             |                                                               |                                      |
| Aconitum napellus subsp. corsicum (Gayer) W. Seitz                                                            | Aconitum napellus subsp. corsicum         | oměj            | pryskyřníkovité (Ranunculaceae)         |                                                               |                                      |
| Aconitum napellus subsp. fissurae (E. I. Nyárády) W. Seitz                                                    | Aconitum napellus subsp. fissurae         | oměj            | pryskyřníkovité (Ranunculaceae)         |                                                               |                                      |
| Aconitum lasiocarpum (Reichenb.) Gáyer                                                                        | oměj chlupoplodý                          | oměj            | pryskyřníkovité (Ranunculaceae)         |                                                               |                                      |
| Adonis cyllenea Boiss., Heldr. & Orph.                                                                        | Adonis cyllenea                           | hlaváček        | pryskyřníkovité (Ranunculaceae)         |                                                               |                                      |
| Adonis distorta Ten.                                                                                          | Adonis distorta                           | hlaváček        | pryskyřníkovité (Ranunculaceae)         |                                                               |                                      |
| Anemone uralensis Fisch. ex DC.                                                                               | Anemone uralensis                         | sasanka         | pryskyřníkovité (Ranunculaceae)         |                                                               |                                      |
| Aquilegia bertolonii Schott                                                                                   | Aquilegia bertolonii                      | orlíček         | pryskyřníkovité (Ranunculaceae)         |                                                               |                                      |
| Aquilegia kitaibelii Schott                                                                                   | Aquilegia kitaibelii                      | orlíček         | pryskyřníkovité (Ranunculaceae)         |                                                               |                                      |
| Aquilegia ottonis Orph. ex Boiss. subsp. taygetea (Orph.) Strid                                               | Aquilegia ottonis                         | orlíček         | pryskyřníkovité (Ranunculaceae)         |                                                               |                                      |
| Aquilegia pyrenaica DC. subsp. cazorlensis (Heywood) Galiano & Rivas Martínez (Aquilegia cazorlensis Heywood) | Aquilegia pyrenaica                       | orlíček         | pryskyřníkovité (Ranunculaceae)         |                                                               |                                      |
| Consolida samia P. H. Davis                                                                                   | Consolida samia                           | ostrožka        | pryskyřníkovité (Ranunculaceae)         |                                                               |                                      |
| Delphinium caseyi B.L.Burtt                                                                                   | Delphinium caseyi                         | stračka         | pryskyřníkovité (Ranunculaceae)         |                                                               |                                      |
| Pulsatilla grandis subsp. grandis (Wenderoth) Zämelis                                                         | koniklec velkokvětý                       |                 | pryskyřníkovité (Ranunculaceae)         |                                                               |                                      |
| Pulsatilla patens (L.) Miller                                                                                 | koniklec otevřený                         | koniklec        | pryskyřníkovité (Ranunculaceae)         |                                                               |                                      |
| Pulsatilla slavica G. Reuss                                                                                   | koniklec slovenský                        | koniklec        | pryskyřníkovité (Ranunculaceae)         |                                                               |                                      |
| Ranunculus fontanus C. Presl                                                                                  | Ranunculus fontanus                       | pryskyřník      | pryskyřníkovité (Ranunculaceae)         |                                                               |                                      |
| Ranunculus kykkoensis Meikle                                                                                  | Ranunculus kykkoensis                     | pryskyřník      | pryskyřníkovité (Ranunculaceae)         |                                                               |                                      |
| Ranunculus weyleri Marès                                                                                      | Ranunculus weyleri                        | pryskyřník      | pryskyřníkovité (Ranunculaceae)         |                                                               |                                      |
| Reseda decursiva Forssk.                                                                                      | Reseda decursiva                          | rýt             | rýtovité (Resedaceae)                   | Izrael                                                        |                                      |
| Crataegus dikmensis Pojark                                                                                    | Crataegus dikmensis                       | hloh            | růžovité (Rosaceae)                     |                                                               |                                      |
| Geum bulgaricum Pančić                                                                                        | Geum bulgaricum                           | kuklík          | růžovité (Rosaceae)                     |                                                               |                                      |
| Potentilla delphinensis Gren. & Godron                                                                        | Potentilla delphinensis                   | mochna          | růžovité (Rosaceae)                     |                                                               |                                      |
| Potentilla emilii-popii Nyár.                                                                                 | Potentilla emilii-popii                   | mochna          | růžovité (Rosaceae)                     |                                                               |                                      |
| Potentilla silesiaca Uechtr.                                                                                  | Potentilla silesiaca                      | mochna          | růžovité (Rosaceae)                     |                                                               |                                      |
| Pyrus anatolica Browicz                                                                                       | Pyrus anatolica                           | hrušeň          | růžovité (Rosaceae)                     |                                                               |                                      |
| Galium cracoviense Ehrend.                                                                                    | Galium cracoviense                        | svízel          | mořenovité (Rubiaceae)                  | Krakovsko-čenstochovská vysočina Polsko – (endemit)           |                                      |
| Galium globuliferum Hub.-Mor. & Reese                                                                         | Galium globuliferum                       | svízel          | mořenovité (Rubiaceae)                  |                                                               |                                      |
| Galium litorale Guss.                                                                                         | Galium litorale                           | svízel          | mořenovité (Rubiaceae)                  | Sicílie                                                       |                                      |
| Galium moldavicum (Dobrescu) Franco                                                                           | Galium moldavicum                         | svízel          | mořenovité (Rubiaceae)                  |                                                               |                                      |
| Galium rhodopeum Velen.                                                                                       | Galium rhodopeum                          | svízel          | mořenovité (Rubiaceae)                  |                                                               |                                      |
| Galium viridiflorum Boiss. & Reuter                                                                           | Galium viridiflorum                       | svízel          | mořenovité (Rubiaceae)                  |                                                               |                                      |
| Thesium ebracteatum (Hayne)                                                                                   | lněnka bezlistenná                        | lněnka          | santálovité (Santalaceae)               |                                                               |                                      |
| Saxifraga berica (Beguinot) D.A.Webb                                                                          | Saxifraga berica                          | lomikámen       | lomikamenovité (Saxifragaceae)          |                                                               |                                      |
| Saxifraga cintrana Kuzinsky ex Willk.                                                                         | Saxifraga cintrana                        | lomikámen       | lomikamenovité (Saxifragaceae)          |                                                               |                                      |
| Saxifraga florulenta Moretti                                                                                  | Saxifraga florulenta                      | lomikámen       | lomikamenovité (Saxifragaceae)          |                                                               |                                      |
| Saxifraga hirculus L.                                                                                         | lomikámen bažinný                         | lomikámen       | lomikamenovité (Saxifragaceae)          |                                                               |                                      |
| Saxifraga presolanensis Engl.                                                                                 | lomikámen presolanský                     | lomikámen       | lomikamenovité (Saxifragaceae)          | Bergamské Alpy                                                |                                      |
| Saxifraga tombeanensis Boiss. ex Engl.                                                                        | Saxifraga tombeanensis                    | lomikámen       | lomikamenovité (Saxifragaceae)          |                                                               |                                      |
| Saxifraga valdensis DC.                                                                                       | Saxifraga valdensis                       | lomikámen       | lomikamenovité (Saxifragaceae)          |                                                               |                                      |
| Saxifraga vayredana Luizet                                                                                    | Saxifraga vayredana                       | lomikámen       | lomikamenovité (Saxifragaceae)          |                                                               |                                      |
| Antirrhinum charidemi Lange                                                                                   | Antirrhinum charidemi                     | hledík          | krtičníkovité (Scophulariaceae)         |                                                               |                                      |
| Euphrasia marchesettii Wettst. ex Marches.                                                                    | Euphrasia marchesettii                    | světlík         | krtičníkovité (Scophulariaceae)         |                                                               |                                      |
| Linaria algarviana Chav.                                                                                      | Linaria algarviana                        | lnice           | krtičníkovité (Scophulariaceae)         |                                                               |                                      |
| Linaria ficalhoana Rouy                                                                                       | Linaria ficalhoana                        | lnice           | krtičníkovité (Scophulariaceae)         |                                                               |                                      |
| Linaria flava (Poiret) Desf.                                                                                  | Linaria flava                             | lnice           | krtičníkovité (Scophulariaceae)         |                                                               |                                      |
| Linaria hellenica Turrill                                                                                     | Linaria hellenica                         | lnice           | krtičníkovité (Scophulariaceae)         |                                                               |                                      |
| Linaria loeselii Schweigg.                                                                                    | Linaria loeselii                          | lnice           | krtičníkovité (Scophulariaceae)         |                                                               |                                      |
| Linaria ricardoi Cout.                                                                                        | Linaria ricardoi                          | lnice           | krtičníkovité (Scophulariaceae)         |                                                               |                                      |
| Linaria tursica B.Valdés & Cabezudo                                                                           | Linaria tursica                           | lnice           | krtičníkovité (Scophulariaceae)         |                                                               |                                      |
| Lindernia procumbens (Krocker) Philcox                                                                        | puštička rozprostřená                     | puštička        | krtičníkovité (Scophulariaceae)         |                                                               |                                      |
| Odontites granatensis Boiss.                                                                                  | Odontites granatensis                     | zdravínek       | krtičníkovité (Scophulariaceae)         | Španělsko                                                     |                                      |
| Pedicularis sudetica Willd.                                                                                   | všivec krkonošský                         | všivec          | krtičníkovité (Scophulariaceae)         |                                                               |                                      |
| Verbascum afyonense Hub.-Mor.                                                                                 | Verbascum afyonense                       | divizna         | krtičníkovité (Scophulariaceae)         |                                                               |                                      |
| Verbascum basivelatum Hub.-Mor.                                                                               | Verbascum basivelatum                     | divizna         | krtičníkovité (Scophulariaceae)         |                                                               |                                      |
| Verbascum cylleneum (Boiss. & Heldr.) Kuntze                                                                  | Verbascum cylleneum                       | divizna         | krtičníkovité (Scophulariaceae)         |                                                               |                                      |
| Verbascum degenii Hal.                                                                                        | Verbascum degenii                         | divizna         | krtičníkovité (Scophulariaceae)         | Turecko                                                       |                                      |
| Verbascum purpureum (Janka) Hub.-Mor.                                                                         | Verbascum purpureum                       | divizna         | krtičníkovité (Scophulariaceae)         |                                                               |                                      |
| Verbascum stepporum Hub.-Mor.                                                                                 | Verbascum stepporum                       | divizna         | krtičníkovité (Scophulariaceae)         |                                                               |                                      |
| Veronica euxina Turrill                                                                                       | Veronica euxina                           | rozrazil        | jitrocelovité (Plantaginaceae)          |                                                               |                                      |
| Veronica oetaea Gustavsson                                                                                    | Veronica oetaea                           | rozrazil        | jitrocelovité (Plantaginaceae)          |                                                               |                                      |
| Veronica turrilliana Stoj. & Stef.                                                                            | Veronica turrilliana                      | rozrazil        | jitrocelovité (Plantaginaceae)          |                                                               |                                      |
| Globularia stygia Orph. ex Boiss.                                                                             | Globularia stygia                         | koulenka        | strboulatcovité (Selaginaceae)          |                                                               |                                      |
| Atropa baetica (Willk.)                                                                                       | Atropa baetica                            | rulík           | lilkovité (Solanaceae)                  |                                                               |                                      |
| Mandragora officinarum (L.)                                                                                   | mandragora lékařská                       | mandragora      | lilkovité (Solanaceae)                  |                                                               |                                      |
| Daphne arbuscula Čelak.                                                                                       | lýkovec slovenský                         | lýkovec         | vrabečnicovité (Thymelaeaceae)          |                                                               |                                      |
| Daphne petraea Leybold                                                                                        | lýkovec skalní                            | lýkovec         | vrabečnicovité (Thymelaeaceae)          |                                                               |                                      |
| Daphne rodriguezii Texidor                                                                                    | Daphne rodriguezii                        | lýkovec         | vrabečnicovité (Thymelaeaceae)          |                                                               |                                      |
| Thymelaea broteriana Cout.                                                                                    | Thymelaea broteriana                      | vrabečnice      | vrabečnicovité (Thymelaeaceae)          |                                                               |                                      |
| Trapa natans L.                                                                                               | kotvice plovoucí                          | kotvice         | kyprejovité (Lythraceae)                |                                                               |                                      |
| Typha minima Funck ex Hoppe                                                                                   | orobinec nejmenší                         | orobinec        | orobincovité (Typhaceae)                |                                                               |                                      |
| Typha shuttleworthii Koch & Sonder                                                                            | orobinec stříbrošedý                      | orobinec        | orobincovité (Typhaceae)                |                                                               |                                      |
| Zelkova abelicea (Lam.) Boiss.                                                                                | zelkova habrolistá                        |                 | jilmovité (Ulmaceae)                    |                                                               |                                      |
| Angelica heterocarpa J. Lloyd                                                                                 | Angelica heterocarpa                      | děhel           | miříkovité (Apiceae)                    |                                                               |                                      |
| Angelica palustris (Besser) Hoffman                                                                           | matizna bahenní                           | děhel           | miříkovité (Apiceae)                    |                                                               |                                      |
| Apium bermejoi L. Llorens                                                                                     | Apium bermejoi                            | miřík           | miříkovité (Apiceae)                    |                                                               |                                      |
| Apium repens (Jacq.) Lag.                                                                                     | Apium repens                              | miřík           | miříkovité (Apiceae)                    |                                                               |                                      |
| Athamanta cortiana Ferrarini                                                                                  | Athamanta cortiana                        | žebroplodka     | miříkovité (Apiceae)                    |                                                               |                                      |
| Bupleurum capillare Boiss. & Heldr.                                                                           | Bupleurum capillare                       | prorostlík      | miříkovité (Apiceae)                    |                                                               |                                      |
| Bupleurum dianthifolium Guss.                                                                                 | Bupleurum dianthifolium                   | prorostlík      | miříkovité (Apiceae)                    |                                                               |                                      |
| Bupleurum kakiskalae Greuter                                                                                  | Bupleurum kakiskalae                      | prorostlík      | miříkovité (Apiceae)                    | Kréta – (endemit)                                             |                                      |
| Eryngium alpinum L.                                                                                           | máčka alpská                              | máčka           | miříkovité (Apiceae)                    |                                                               |                                      |
| Eryngium viviparum J. Gay                                                                                     | Eryngium viviparum                        | máčka           | miříkovité (Apiceae)                    |                                                               |                                      |
| Ferula halophila Peşmen                                                                                       | Ferula halophila                          | ločidlo         | miříkovité (Apiceae)                    |                                                               |                                      |
| Ferula orientalis L.                                                                                          | Ferula orientalis                         | ločidlo         | miříkovité (Apiceae)                    |                                                               |                                      |
| Ferula sadleriana Ledeb.                                                                                      | ločidlo Sádlerovo                         | ločidlo         | miříkovité (Apiceae)                    |                                                               |                                      |
| Laserpitium longiradium Boiss.                                                                                | Laserpitium longiradium                   | hladýš          | miříkovité (Apiceae)                    |                                                               |                                      |
| Naufraga balearica Constance & Cannon                                                                         | Naufraga balearica                        |                 | miříkovité (Apiceae)                    |                                                               |                                      |
| Oenanthe conioides Lange                                                                                      | Oenanthe conioides                        | halucha         | miříkovité (Apiceae)                    |                                                               |                                      |
| Petagnaea gussonei (Sprengel) Rauschert                                                                       | Petagnaea gussonei                        |                 | miříkovité (Apiceae)                    | Sicílie – (endemit)                                           |                                      |
| Rouya polygama (Desf.) Coincy                                                                                 | Rouya polygama                            |                 | miříkovité (Apiceae)                    | severní Afrika                                                |                                      |
| Seseli intricatum Boiss.                                                                                      | Seseli intricatum                         | sesel           | miříkovité (Apiceae)                    | Španělsko pohoří Sierra de Gádor – endemit                    |                                      |
| Caropsis verticillatoinundata (Thore) Rauschert                                                               | Caropsis verticillatoinundata             |                 | miříkovité (Apiceae)                    |                                                               |                                      |
| Centranthus kellereri (Stoj., Stef.& Georg.) I.K.B. Richardson                                                | Centranthus kellereri                     | mavuň           | kozlíkovité (Valerianaceae)             |                                                               |                                      |
| Centranthus trinervis (Viv.) Béguinot                                                                         | Centranthus trinervis                     | mavuň           | kozlíkovité (Valerianaceae)             |                                                               |                                      |
| Viola athois W.Becker                                                                                         | Viola athois                              | violka          | violkovité (Violaceae)                  | Řecko                                                         |                                      |
| Viola cazorlensis Gand.                                                                                       | Viola cazorlensis                         | violka          | violkovité (Violaceae)                  | Španělsko                                                     |                                      |
| Viola cryana Gillot                                                                                           | Viola cryana                              | violka          | violkovité (Violaceae)                  | † vyhynulý druh od roku 1950                                  |                                      |
| Viola delphinantha Boiss.                                                                                     | Viola delphinantha                        | violka          | violkovité (Violaceae)                  |                                                               |                                      |
| Viola hispida Lam.                                                                                            | Viola hispida                             | violka          | violkovité (Violaceae)                  |                                                               |                                      |
| Viola jaubertiana Mares & Vigineix                                                                            | Viola jaubertiana                         | violka          | violkovité (Violaceae)                  |                                                               |                                      |
| Cymodocea nodosa (Ucria) Ascherson (Med.)                                                                     | Cymodocea nodosa                          |                 | šejdračkovité (Zannichelliaceae)        |                                                               |                                      |
| Zostera marina L. (Med.)                                                                                      | Zostera marina                            | vocha           | vochovité (Zostaraceae)                 |                                                               |                                      |
| Notothylas orbicularis (Schwein.) Sull.                                                                       | vycpálka okrouhlá                         | vycpálka        | hlevíkovité (Athocerotaceae)            |                                                               |                                      |
| Mannia triandra (Scop.) Grolle                                                                                | mozolka skalní                            | mozolka         | Aytoniaceae Cavers (Aytoniaceae Cavers) |                                                               |                                      |
| Cephalozia macounii (Aust.) Aust.                                                                             | křepenka Macounova                        | křepenka        | křepenkovité (Cephaloziaceae)           |                                                               |                                      |
| Petalophyllum ralfsii (Wils.) Nees & Gott. ex Lehm.                                                           | Petalophyllum ralfsii                     | Petalophyllum   | kodoniovité (Codoniaceae)               |                                                               |                                      |
| Frullania parvistipula Steph.                                                                                 | Frullania parvistipula                    | kovanec         | kovancovité (Frullaniaceae)             |                                                               |                                      |
| Marsupella profunda Lindb.                                                                                    | Marsupella profunda                       | obrutka         | skulinatkovité (Gymnomitriaceae)        |                                                               |                                      |
| Jungermannia handelii (Schiffn.) Amak.                                                                        | Jungermannia handelii                     | trsenka         | trsenkovité (Jungermanniaceae)          |                                                               |                                      |
| Riccia breidleri Jur. ex Steph.                                                                               | Riccia breidleri                          | trhutka         | trhutkovité (Ricciaceae)                |                                                               |                                      |
| Riella helicophylla (Mont.) Hook.                                                                             | Riccia helicophylla                       | trhutka         | trhutkovité (Riellaceae)                |                                                               |                                      |
| Scapania massalongi (K.Műll.) K.Műll.                                                                         | kýlnatka Massalongova                     | kýlnatka        | kýlnatkovité (Scapaniaceae)             |                                                               |                                      |
| Drepanocladus vernicosus (Mitt.) Warnst.                                                                      | srpnatka fermežová                        | srpnatka        | rokýtkovité (Amblystegiaceae)           |                                                               |                                      |
| Bruchia vogesiaca Schwaegr.                                                                                   | Bruchia vogesiaca                         | Bruchia         | bruchovkovité (Bruchiaceae)             |                                                               |                                      |
| Buxbaumia viridis (Moug. ex Lam. & DC.) Brid. ex Moug. & Nestl.                                               | šikoušek zelený                           | šikoušek        | šikouškovité (Buxbaumiceae)             |                                                               |                                      |
| Atractylocarpus alpinus (Schimp. ex Milde) Lindb.                                                             | Atractylocarpus alpinus                   |                 | dvouhrotcovité (Dicranaceae)            |                                                               |                                      |
| Cynodontium suecicum (H.Arn. & C.Jens.) I.Hag.                                                                | Cynodontium suecicum                      | psízubec        | dvouhrotcovité (Dicranaceae)            |                                                               |                                      |
| Dicranum viride (Sull. & Lesq.) Lindb.                                                                        | dvouhrotec zelený                         | dvouhrotec      | dvouhrotcovité (Dicranaceae)            |                                                               |                                      |
| Dichelyma capillaceum (With.) Myr.                                                                            | Dichelyma capillaceum                     | dvojkrytka      | prameničkovité (Fontinalaceae)          |                                                               |                                      |
| Pyramidula tetragona (Brid.) Brid.                                                                            | jehlancovka čtyřboká                      | jehlancovka     | zkrutkovité (Funariaceae )              |                                                               |                                      |
| Distichophyllum carinatum Dix. & Nich.                                                                        | Distichophyllum carinatum                 |                 | kápuškovité (Hookericeae)               |                                                               |                                      |
| Meesia longiseta Hedw.                                                                                        | poparka dlouhoštětá                       | poparka         | poparkovité (Meesiaceae)                |                                                               |                                      |
| Orthotrichum rogeri Brid.                                                                                     | šurpek Rogerův                            | šurpek          | šurpekovité (Orthotrichaceae)           |                                                               |                                      |
| Sphagnum pylaisii Brid.                                                                                       | Sphagnum pylaisii                         | rašeliník       | rašeliníkovité (Shagnaceae)             |                                                               |                                      |
| Tayloria rudolphiana (Garov.) Bruch & Schimper                                                                | Tayloria rudolphiana                      | mrvenka         | volatkovité (Splachinaceae)             |                                                               |                                      |
| Caulerpa ollivieri Dostál                                                                                     | Caulerpa ollivieri                        | lazucha         | Caulerpaceae                            |                                                               |                                      |
| Cystoseira amentacea (incl. var. stricta & var. spicata) Momtagne                                             | Cystoseira amentacea                      | Cystoseira      | Cystoseiraceae                          |                                                               |                                      |
| Cystoseira mediterranea Sauvageau, 1912                                                                       | Cystoseira mediterranea                   | Cystoseira      | Cystoseiraceae                          |                                                               |                                      |
| Cystoseira sedoides (Desfontaines)C.Agardh,1820                                                               | Cystoseira sedoides                       | Cystoseira      | Cystoseiraceae                          |                                                               |                                      |
| Cystoseira spinosa (incl. C. adriatica) (Med.)                                                                | Cystoseira spinosa                        | Cystoseira      | Cystoseiraceae                          |                                                               |                                      |
| Cystoseira zosteroides C. Agardh                                                                              | Cystoseira zosteroides                    | Cystoseira      | Cystoseiraceae                          |                                                               |                                      |
| Laminaria rodriguezii Bornet                                                                                  | Laminaria rodriguezii                     | Laminaria       | Laminariaceae                           |                                                               |                                      |
| Laminaria ochroleuca Bachelot de la Pylaie, 1824                                                              | Laminaria ochroleuca                      | Laminaria       | Laminariaceae                           |                                                               |                                      |
| Goniolithon byssoides (Lamarck)                                                                               | Goniolithon byssoides                     | Goniolithon     | Corallinaceae'                          |                                                               |                                      |
| Lithophyllum lichenoides                                                                                      | Lithophyllum lichenoides                  |                 | Corallinaceae'                          |                                                               |                                      |
| Ptilophora mediterranea (H.Huvé) R.E.Norris                                                                   | Ptilophora mediterranea                   | Ptilophora      | Gelidiaceae                             |                                                               |                                      |
| Schimmelmannia schousboei (J.Agardh) J.Agardh                                                                 | Schimmelmannia schousboei                 | Schimmelmannia  | Acrosymphytaceae                        |                                                               |                                      |
| Asplenium azoricum Lovis, Rasbach & Reichstein                                                                | Asplenium azoricum                        | sleziník        | sleziníkovité (Aspleniaceae)            | makronéská oblast                                             |                                      |
| Polystichum drepanum (Swartz) C.Presl                                                                         | Polystichum drepanum                      | kapradiník      | kapraďovité (Dryopteridaceae)           | makronéská oblast                                             |                                      |
| Hymenophyllum maderense Gibby & Lowis                                                                         | Hymenophyllum maderense                   | blánatec        | blánatcotvaré (Hymenophyllaceae)        | makronéská oblast                                             |                                      |
| Isoetes azorica Durieu ex Milde                                                                               | Isoetes azorica                           | šídlatka        | šídlatkovité (Isoetaceae)               | makronéská oblast                                             |                                      |
| Diphasium maderense (Wilce) Rothm.                                                                            | Diphasium maderense                       | plavuník        | plavuňovité (Lycopodiaceae)             | makronéská oblast                                             |                                      |
| Marsilea azorica Launert & Paiva                                                                              | Marsilea azorica                          | marsilka        | marsilkovité (Marsileaceae )            | makronéská oblast                                             |                                      |
| Juniperus brevifolia (Seub.) Antoine                                                                          | Juniperus brevifolia                      | jalovec         | cypřišovité (Cupresaceae)               | makronéská oblast                                             |                                      |
| Dracaena draco (L.) L.                                                                                        | dračinec dračí                            | dračinec        | agávovité (Agavaceae)                   | makronéská oblast                                             |                                      |
| Caralluma burchardii N.E.Brown                                                                                | Caralluma burchardii                      | Caralluma       | toješťovité (Apocynaceae)               | makronéská oblast                                             |                                      |
| Ceropegia chrysantha Svent.                                                                                   | Ceropegia chrysantha                      | svícník         | toješťovité (Apocynaceae)               | makronéská oblast                                             |                                      |
| Berberis maderensis Lowe                                                                                      | Berberis maderensis                       | dřišťál         | dřišťálovité (Berberidaceae)            | makronéská oblast                                             |                                      |
| Echium gentianoides Webb ex Coincy                                                                            | Echium gentianoides                       | hadinec         | brutnákovité (Boraginaceae)             | makronéská oblast                                             |                                      |
| Echium handiense Svent.                                                                                       | Echium handiense                          | hadinec         | brutnákovité (Boraginaceae)             | makronéská oblast                                             |                                      |
| Echium pininana Webb & Berth                                                                                  | Echium pininana                           | hadinec         | brutnákovité (Boraginaceae)             | makronéská oblast                                             |                                      |
| Myosotis azorica H.C. Wats. ex Hook.                                                                          | Myosotis azorica                          | pomněnka        | brutnákovité (Boraginaceae)             | makronéská oblast                                             |                                      |
| Myosotis maritima Hochst. ex Seub.                                                                            | Myosotis maritima                         | pomněnka        | brutnákovité (Boraginaceae)             | makronéská oblast                                             |                                      |
| Azorina vidalii (H.C.Watson) Feer                                                                             | Azorina vidalii                           | Azorina         | zvonkovité (Camapanulaceae)             | makronéská oblast                                             |                                      |
| Musschia aurea (L.f.) Dumort.                                                                                 | Musschia aurea                            | Musschia        | zvonkovité (Camapanulaceae)             | makronéská oblast                                             |                                      |
| Musschia wollastonii Lowe                                                                                     | Musschia wollastonii                      | Musschia        | zvonkovité (Camapanulaceae)             | makronéská oblast                                             |                                      |
| Sambucus palmensis Link                                                                                       | Sambucus palmensis                        | bez             | zimolezovité (Caprifoliaceae)           | makronéská oblast                                             |                                      |
| Cerastium azoricum Hochst.                                                                                    | Cerastium azoricum                        | rožec           | hvozdíkovité (Caryophyllaceae)          | makronéská oblast                                             |                                      |
| Silene nocteolens Webb & Berth                                                                                | Silene nocteolens                         | silenka         | hvozdíkovité (Caryophyllaceae)          | makronéská oblast                                             |                                      |
| Cistus chinamadensis Bańares & Romero                                                                         | Cistus chinamadensis                      | cist            | cistovité (Cistaceae)                   | makronéská oblast                                             |                                      |
| Helianthemum bystropogophyllum Svent.                                                                         | Helianthemum bystropogophyllum            | devaterník      | cistovité (Cistaceae)                   | makronéská oblast                                             |                                      |
| Helianthemum teneriffae Cosson                                                                                | Helianthemum teneriffae                   | devaterník      | cistovité (Cistaceae)                   | makronéská oblast                                             |                                      |
| Andryala crithmifolia Ait.                                                                                    | Andryala crithmifolia                     | andryala        | hvězdnicovité (Compositae)              | makronéská oblast                                             |                                      |
| Argyranthemum lidii Humphries                                                                                 | Argyranthemum lidii                       | kopretinovec    | hvězdnicovité (Compositae)              | makronéská oblast                                             |                                      |
| Argyranthemum pinnatifidum (L.) Lowe subsp. succulentum (Lowe) Humphries                                      | Argyranthemum pinnatifidum                | kopretinovec    | hvězdnicovité (Compositae)              | makronéská oblast                                             |                                      |
| Argyranthemum winteri (Svent.) Humphries                                                                      | Argyranthemum winteri                     | kopretinovec    | hvězdnicovité (Compositae)              | makronéská oblast                                             |                                      |
| Atractylis arbuscula Svent. & Michaelis                                                                       | Atractylis arbuscula                      | atraktylis      | hvězdnicovité (Compositae)              | makronéská oblast                                             |                                      |
| Atractylis preauxiana Schultz-Bip.                                                                            | Atractylis preauxiana                     | atraktylis      | hvězdnicovité (Compositae)              |                                                               |                                      |
| Bellis azorica Hochst. ex Seub.                                                                               | Bellis azorica                            | sedmikráska     | hvězdnicovité (Compositae)              | makronéská oblast                                             |                                      |
| Calendula maderensis DC.                                                                                      | Calendula maderensis                      | měsíček         | hvězdnicovité (Compositae)              | makronéská oblast                                             |                                      |
| Cheirolophus duranii (Burchard) Holub                                                                         | Cheirolophus duranii                      | Cheirolophus    | hvězdnicovité (Compositae)              | makronéská oblast                                             |                                      |
| Cheirolophus falcisectus Montelongo & Moraleda                                                                | Cheirolophus falcisectus                  | Cheirolophus    | hvězdnicovité (Compositae)              | makronéská oblast                                             |                                      |
| Cheirolophus ghomerythus (Svent.) Holub                                                                       | Cheirolophus ghomerythus                  | Cheirolophus    | hvězdnicovité (Compositae)              | makronéská oblast                                             |                                      |
| Cheirolophus junonianus (Svent.) Holub                                                                        | Cheirolophus junonianus                   | Cheirolophus    | hvězdnicovité (Compositae)              | makronéská oblast                                             |                                      |
| Cheirolophus metlesicsii Montelongo                                                                           | Cheirolophus metlesicsii                  | Cheirolophus    | hvězdnicovité (Compositae)              | makronéská oblast                                             |                                      |
| Cheirolophus santosabreui Santos                                                                              | Cheirolophus santosabreui                 | Cheirolophus    | hvězdnicovité (Compositae)              | makronéská oblast                                             |                                      |
| Cheirolophus satarataensis (Svent.) Holub                                                                     | Cheirolophus satarataensis                | Cheirolophus    | hvězdnicovité (Compositae)              | makronéská oblast                                             |                                      |
| Cheirolophus tagananensis (Svent.) Holub                                                                      | Cheirolophus tagananensis                 | Cheirolophus    | hvězdnicovité (Compositae)              | makronéská oblast                                             |                                      |
| Helichrysum monogynum B.L. Burtt. & Sunding                                                                   | Helichrysum monogynum                     | smil            | hvězdnicovité (Compositae)              | makronéská oblast                                             |                                      |
| Helichrysum gossypinum Webb                                                                                   | Helichrysum gossypinum                    | smil            | hvězdnicovité (Compositae)              | makronéská oblast                                             |                                      |
| Hypochoeris oligocephala (Svent. & D.Bramwell) Lack                                                           | Hypochoeris oligocephala                  | prasetník       | hvězdnicovité (Compositae)              | makronéská oblast                                             |                                      |
| Lactuca watsoniana Trelease (locika)                                                                          | Lactuca watsoniana                        |                 | hvězdnicovité (Compositae)              | makronéská oblast                                             |                                      |
| Leontodon filii (Hochst. ex Seub.) Paiva & Orm.                                                               | Leontodon filii                           | pampeliška      | hvězdnicovité (Compositae)              | makronéská oblast                                             |                                      |
| Onopordum carduelium Bolle                                                                                    | Onopordum carduelium                      | ostropes        | hvězdnicovité (Compositae)              | makronéská oblast                                             |                                      |
| Onopordum nogalesii Svent.                                                                                    | Onopordum nogalesii                       | ostropes        | hvězdnicovité (Compositae)              | makronéská oblast                                             |                                      |
| Pericallis hadrosoma (Svent.) B. Nord.                                                                        | Pericallis hadrosoma                      | Pericallis      | hvězdnicovité (Compositae)              | makronéská oblast                                             |                                      |
| Pericallis malvifolia (L'Hér) B. Nord.                                                                        | Pericallis malvifolia                     | Pericallis      | hvězdnicovité (Compositae)              | makronéská oblast                                             |                                      |
| Phagnalon benettii Lowe                                                                                       | Phagnalon benettii                        | fagnalon        | hvězdnicovité (Compositae)              | makronéská oblast                                             |                                      |
| Bethencourtia hermosae (Pit.) Kunke                                                                           | Bethencourtia hermosae                    | starček         | hvězdnicovité (Compositae)              | makronéská oblast                                             |                                      |
| Sonchus gandogeri Pit.                                                                                        | Sonchus gandogeri                         | mléč            | hvězdnicovité (Compositae)              | makronéská oblast                                             |                                      |
| Rhaponticum canariense DC.                                                                                    | Rhaponticum canariense                    | chrpec          | hvězdnicovité (Compositae)              |                                                               |                                      |
| Sonchus bupleuroides (Font Quer) N.Kilian & Greuter.                                                          | Sonchus bupleuroides                      | mléč            | hvězdnicovité (Compositae)              | makronéská oblast                                             |                                      |
| Tanacetum oshanahanii Marrero, Febles & Suarez                                                                | Tanacetum oshanahanii                     | vratič          | hvězdnicovité (Compositae)              | makronéská oblast                                             |                                      |
| Tanacetum ptarmiciflorum (Webb) Schultz-Bip.                                                                  | Tanacetum ptarmiciflorum                  | vratič          | hvězdnicovité (Compositae)              | makronéská oblast                                             |                                      |
| Tolpis glabrescens Kämmer                                                                                     | Tolpis glabrescens                        | škardovka       | hvězdnicovité (Compositae)              | makronéská oblast                                             |                                      |
| Convolvulus caput-medusae Lowe                                                                                | Convolvulus caput-medusae                 | svlačec         | svlačcovité (Connvolvulaceae)           | makronéská oblast                                             |                                      |
| Convolvulus lopez-socasi Svent.                                                                               | Convolvulus lopez-socasi                  | svlačec         | svlačcovité (Connvolvulaceae)           | makronéská oblast                                             |                                      |
| Convolvulus massonii A.Dietr.                                                                                 | Convolvulus massonii                      | svlačec         | svlačcovité (Connvolvulaceae)           | makronéská oblast                                             |                                      |
| Pharbitis preauxii Webb & Berthel.                                                                            | Pharbitis preauxii                        | povijník        | svlačcovité (Connvolvulaceae)           | makronéská oblast                                             |                                      |
| Aeonium balsamiferum Webb & Berth.                                                                            | Aeonium balsamiferum                      | eonium          | tlusticovité (Crassulaceae)             | makronéská oblast                                             |                                      |
| Aeonium gomerense (Praeger) Praeger                                                                           | Aeonium gomerense                         | eonium          | tlusticovité (Crassulaceae)             | makronéská oblast                                             |                                      |
| Aeonium saundersii Bolle                                                                                      | Aeonium saundersii                        | eonium          | tlusticovité (Crassulaceae)             | makronéská oblast                                             |                                      |
| Aichrysum dumosum (Lowe) Praeg.                                                                               | Aichrysum dumosum                         | Aichrysum       | tlusticovité (Crassulaceae)             | makronéská oblast                                             |                                      |
| Monanthes wildpretii Bañares & S. Scholz                                                                      | Monanthes wildpretii                      | Monanthes       | tlusticovité (Crassulaceae)             | makronéská oblast                                             |                                      |
| Crambe arborea H. Christ                                                                                      | Crambe arborea                            | katrán          | brukvovité (Cruciferae)                 | makronéská oblast                                             |                                      |
| Crambe laevigata H. Christ                                                                                    | Crambe laevigata                          | katrán          | brukvovité (Cruciferae)                 | makronéská oblast                                             |                                      |
| Crambe scoparia Svent.                                                                                        | Crambe scoparia                           | katrán          | brukvovité (Cruciferae)                 | makronéská oblast                                             |                                      |
| Crambe sventenii B.Petters. ex Bramw. & Sunding                                                               | Crambe sventenii                          | katrán          | brukvovité (Cruciferae)                 | makronéská oblast                                             |                                      |
| Parolinia schizogynoides Svent.                                                                               | Parolinia schizogynoides                  | Parolinia       | brukvovité (Cruciferae)                 | makronéská oblast                                             |                                      |
| Sinapidendron sempervivifolium Mnzs.                                                                          | Sinapidendron sempervivifolium            | Sinapidendron   | brukvovité (Cruciferae)                 | makronéská oblast                                             |                                      |
| Carex malato-belizii Raymond                                                                                  | Carex malato-belizii                      | ostřice         | šáchorovité (Cyperaceae)                | makronéská oblast                                             |                                      |
| Scabiosa nitens Roem. & Schult.                                                                               | Scabiosa nitens                           | hlaváč          | štětkovité (Dipsacaceae)                | makronéská oblast                                             |                                      |
| Daboecia azorica Tutin & E.F. Warb.                                                                           | Daboecia azorica                          | dabécie         | vřesovcovité (Ericaceae)                | makronéská oblast                                             |                                      |
| Erica scoparia subsp. azorica (Hochst.) D.A.Webb                                                              | Erica scoparia subsp. azoricaa            | vřesovec        | vřesovcovité (Ericaceae)                | makronéská oblast                                             |                                      |
| Euphorbia bourgeana J. Gay ex Boiss.                                                                          | Euphorbia bourgeana                       | pryšec          | pryšcovité (Euphorrbiaceae)             | makronéská oblast                                             |                                      |
| Euphorbia handiensis Burchard                                                                                 | Euphorbia handiensis                      | pryšec          | pryšcovité (Euphorrbiaceae)             | makronéská oblast                                             |                                      |
| Euphorbia lambii Svent.                                                                                       | Euphorbia lambii                          | pryšec          | pryšcovité (Euphorrbiaceae)             | makronéská oblast                                             |                                      |
| Euphorbia stygiana H.C.Watson                                                                                 | Euphorbia stygiana                        | pryšec          | pryšcovité (Euphorrbiaceae)             | makronéská oblast                                             |                                      |
| Geranium maderense Yeo                                                                                        | Geranium maderense                        | kakost          | kakostovité (Geraniaceae)               | makronéská oblast                                             |                                      |
| Agrostis gracililaxa Franco                                                                                   | Agrostis gracililaxa                      | psineček        | lipnicovité (Gramineae)                 | makronéská oblast                                             |                                      |
| Deschampsia maderensis (Hack. & Bornm.) Buschm.                                                               | Deschampsia maderensis                    | metlice         | lipnicovité (Gramineae)                 | makronéská oblast                                             |                                      |
| Phalaris maderensis (Mnzs.) Mnzs.                                                                             | Phalaris maderensis                       | chrastice       | lipnicovité (Gramineae)                 | makronéská oblast                                             |                                      |
| Micromeria glomerata P. Pérez                                                                                 | Micromeria glomerata                      | drobnozel       | hluchavkovité (Lamiaceae)               | makronéská oblast                                             |                                      |
| Micromeria leucantha Svent. ex Pérez                                                                          | Micromeria leucantha                      | drobnozel       | hluchavkovité (Lamiaceae)               | makronéská oblast                                             |                                      |
| Salvia herbanica Santos & Fernández                                                                           | Salvia herbanica                          | šalvěj          | hluchavkovité (Lamiaceae)               | makronéská oblast                                             |                                      |
| Sideritis cystosiphon Svent.                                                                                  | Sideritis cystosiphon                     | hojník          | hluchavkovité (Lamiaceae)               | makronéská oblast                                             |                                      |
| Sideritis discolor (Webb ex de Noé) Bolle                                                                     | Sideritis discolor                        | hojník          | hluchavkovité (Lamiaceae)               | makronéská oblast                                             |                                      |
| Sideritis infernalis Bolle                                                                                    | Sideritis infernalis                      | hojník          | hluchavkovité (Lamiaceae)               | makronéská oblast                                             |                                      |
| Sideritis marmorea Bolle                                                                                      | Sideritis marmorea                        | hojník          | hluchavkovité (Lamiaceae)               | makronéská oblast                                             |                                      |
| Teucrium abutiloides L'Hér.                                                                                   | Teucrium abutiloides                      | ožanka          | hluchavkovité (Lamiaceae)               | makronéská oblast                                             |                                      |
| Adenocarpus ombriosus Ceballos & Ortuño                                                                       | Adenocarpus ombriosus                     | žlázoplod       | bobovité (Fabaceae)                     | makronéská oblast                                             |                                      |
| Anthyllis lemanniana Lowe                                                                                     | Anthyllis lemanniana                      | úročník         | bobovité (Fabaceae)                     | makronéská oblast                                             |                                      |
| Anagyris latifolia Brouss. ex Willd.                                                                          | Anagyris latifolia                        | anagyris        | bobovité (Fabaceae)                     | makronéská oblast                                             |                                      |
| Cicer canariensis Santos & Lewis                                                                              | Cicer canariensis                         | cizrna          | bobovité (Fabaceae)                     | makronéská oblast                                             |                                      |
| Dorycnium spectabile Webb & Berthel.b                                                                         | Dorycnium spectabile                      | bílojetel       | bobovité (Fabaceae)                     | makronéská oblast                                             |                                      |
| Genista benehoavensis (Bolle ex Svent.) Del Arco                                                              | Genista benehoavensis                     | kručinka        | bobovité (Fabaceae)                     | makronéská oblast                                             |                                      |
| Lotus azoricus P.W.Ball                                                                                       | Lotus azoricus                            | štírovník       | bobovité (Fabaceae)                     | makronéská oblast                                             |                                      |
| Lotus callis-viridis D.Bramwell & D.H.Davis                                                                   | Lotus callis-viridis                      | štírovník       | bobovité (Fabaceae)                     | makronéská oblast                                             |                                      |
| Lotus eremiticus A. Santos                                                                                    | Lotus eremiticus                          | štírovník       | bobovité (Fabaceae)                     | makronéská oblast                                             |                                      |
| Lotus kunkelii (Esteve) Bramwell & D. H. Davis                                                                | Lotus kunkelii                            | štírovník       | bobovité (Fabaceae)                     | makronéská oblast                                             |                                      |
| Lotus maculatus Breitfeld                                                                                     | Lotus maculatus                           | štírovník       | bobovité (Fabaceae)                     | makronéská oblast                                             |                                      |
| Lotus pyranthus P. Pérez                                                                                      | Lotus pyranthus                           | štírovník       | bobovité (Fabaceae)                     | makronéská oblast                                             |                                      |
| Genista nervosa (Esteve) A. Hansen & Sund.                                                                    | Genista nervosa                           | kručinka        | bobovité (Fabaceae)                     | makronéská oblast                                             |                                      |
| Genista linifolia L.                                                                                          | Genista linifolia                         | kručinka        | bobovité (Fabaceae)                     | makronéská oblast                                             |                                      |
| Teline salsoloides Arco & Acebes                                                                              | Teline salsoloides                        | kručinka        | bobovité (Fabaceae)                     | makronéská oblast                                             |                                      |
| Vicia dennesiana H.C.Watson                                                                                   | Vicia dennesiana                          | vikev           | bobovité (Fabaceae)                     | makronéská oblast                                             |                                      |
| Androcymbium psammophilum Svent.                                                                              | Androcymbium psammophilum                 |                 | liliovité (Liliaceae)                   | makronéská oblast                                             |                                      |
| Smilax azorica H.Schaef. & P.Schönfelder                                                                      | Smilax azorica                            | přestup         | liliovité (Liliaceae)                   | makronéská oblast                                             |                                      |
| Myrica rivas-martinezii Santos.                                                                               | Myrica rivas-martinezii                   | vřesna          | voskovníkovité (Myricaceae)             | makronéská oblast                                             |                                      |
| Jasminum azoricum L. (jasmín)                                                                                 | Jasminum azoricum                         | jasmín          | olivovníkovité (Oleaceae)               | makronéská oblast                                             |                                      |
| Picconia azorica (Tutin) Knobl.                                                                               | Picconia azorica                          | Picconia        | olivovníkovité (Oleaceae)               | makronéská oblast                                             |                                      |
| Barlia metlesicsiaca Teschner                                                                                 | Barlia metlesicsiaca                      | Barlia          | vstavačovité (Orchidaceae )             | makronéská oblast                                             |                                      |
| Goodyera macrophylla Lowe                                                                                     | Goodyera macrophylla                      | smrkovník       | vstavačovité (Orchidaceae )             | makronéská oblast                                             |                                      |
| Orchis scopulorum Summerh.                                                                                    | Orchis scopulorum                         | vstavač         | vstavačovité (Orchidaceae )             | Madeira (endemit)                                             |                                      |
| Pittosporum coriaceum Dryander ex Aiton                                                                       | Pittosporum coriaceum                     | Pittosporum     | slizoplodovité (Pittosporaceae)         | makronéská oblast                                             |                                      |
| Plantago famarae Svent.                                                                                       | Plantago famarae                          | jitrocel        | jitrocelovité (Plantaginaceae )         | makronéská oblast                                             |                                      |
| Plantago malato-belizii Lawalrée                                                                              | Plantago malato-belizii                   | jitrocel        | jitrocelovité (Plantaginaceae )         | Madeira                                                       |                                      |
| Limonium arborescens (Brouss.) Kuntze                                                                         | Limonium arborescens                      | limonka         | olověncovité (Plumbaginaceae)           | makronéská oblast                                             |                                      |
| Limonium dendroides Svent.                                                                                    | Limonium dendroides                       | limonka         | olověncovité (Plumbaginaceae)           | makronéská oblast                                             |                                      |
| Limonium fruticans (Webb) O. Kuntze                                                                           | Limonium fruticans                        | limonka         | olověncovité (Plumbaginaceae)           | makronéská oblast                                             |                                      |
| Limonium perezii (Stapf) Hubb.                                                                                | Limonium perezii                          | limonka         | olověncovité (Plumbaginaceae)           | makronéská oblast                                             |                                      |
| Limonium preauxii (Webb & Berth.) O. Kuntze                                                                   | Limonium preauxii                         | limonka         | olověncovité (Plumbaginaceae)           | makronéská oblast                                             |                                      |
| Limonium spectabile (Svent.) Kunkel & Sunding                                                                 | Limonium spectabile                       | limonka         | olověncovité (Plumbaginaceae)           | makronéská oblast                                             |                                      |
| Limonium sventenii Santos & Fernández Galván                                                                  | Limonium sventenii                        | limonka         | olověncovité (Plumbaginaceae)           | makronéská oblast                                             |                                      |
| Rumex azoricus Rech.                                                                                          | Rumex azoricus                            | šťovík          | rdesnovité (Polygonaceae)               | makronéská oblast                                             |                                      |
| Frangula azorica Tutin                                                                                        | Frangula azorica                          | krušina         | řešetlákovité (Rhamnaceae)              | makronéská oblast                                             |                                      |
| Bencomia brachystachya Svent.                                                                                 | Bencomia brachystachya                    | Bencomia        | růžovité (Rosaceae)                     | makronéská oblast                                             |                                      |
| Bencomia exstipulata Svent.                                                                                   | Bencomia exstipulata                      | Bencomia        | růžovité (Rosaceae)                     | makronéská oblast                                             |                                      |
| Bencomia sphaerocarpa Svent.                                                                                  | Bencomia sphaerocarpa                     | Bencomia        | růžovité (Rosaceae)                     | makronéská oblast                                             |                                      |
| Chamaemeles coriacea Lindl.                                                                                   | Chamaemeles coriacea                      |                 | růžovité (Rosaceae)                     | makronéská oblast                                             |                                      |
| Dendriopoterium pulidoi Svent.                                                                                | Dendriopoterium pulidoi                   | Dendriopoterium | růžovité (Rosaceae)                     | makronéská oblast                                             |                                      |
| Marcetella maderensis (Bornm.) Svent.                                                                         | Marcetella maderensis                     | Marcetella      | růžovité (Rosaceae)                     | makronéská oblast                                             |                                      |
| Prunus lusitanica L. subsp. azorica (Moui.) Franco (slivoň)                                                   | bobkovišeň portugalská                    |                 | růžovité (Rosaceae)                     | makronéská oblast                                             |                                      |
| Ruta microcarpa Svent. (routa)                                                                                | Ruta microcarpa                           | routa           | routovité (Rutaceae)                    |                                                               |                                      |
| Kunkeliella canariensis Stearn                                                                                | Kunkeliella canariensis                   | Kunkeliella     | santálovité (Santalaceae)               | makronéská oblast                                             |                                      |
| Kunkeliella psilotoclada (Svent.) Stearn                                                                      | Kunkeliella psilotoclada                  | Kunkeliella     | santálovité (Santalaceae)               | makronéská oblast                                             |                                      |
| Kunkeliella subsucculenta Kämmer                                                                              | Kunkeliella subsucculenta                 | Kunkeliella     | santálovité (Santalaceae)               | makronéská oblast                                             |                                      |
| Sideroxylon marmulano Banks ex Lowe                                                                           | Sideroxylon marmulano                     | Sideroxylon     | zapotovité (Sapotaceae )                | makronéská oblast Kanárské ostrovy, Madeira, Kapverdy         |                                      |
| Saxifraga portosanctana Boiss.                                                                                | Saxifraga portosanctana                   | lomikámen       | lomikamenovité (Saxifragaceae)          | makronéská oblast                                             |                                      |
| Euphrasia azorica H.C.Watson                                                                                  | Euphrasia azorica                         | světlík         | krtičníkovité (Scophulariaceae)         | makronéská oblast                                             |                                      |
| Euphrasia grandiflora Hochst                                                                                  | Euphrasia grandiflora                     | světlík         | krtičníkovité (Scophulariaceae)         | makronéská oblast                                             |                                      |
| Isoplexis chalcantha Svent. et O´Shan.                                                                        | Isoplexis chalcantha                      | náprstníkovec   | jitrocelovité (Plantaginaceae)          | makronéská oblast                                             |                                      |
| Isoplexis isabelliana (Webb & Berthel.) Masferrer                                                             | Isoplexis isabelliana                     | náprstníkovec   | krtičníkovité (Scophulariaceae)         | makronéská oblast                                             |                                      |
| Globularia ascanii D.Bramwell & Kunkel                                                                        | Globularia ascanii                        | koulenka        | strboulatcovité (Selaginaceae)          | makronéská oblast                                             |                                      |
| Globularia sarcophylla Svent.                                                                                 | Globularia sarcophylla                    | koulenka        | strboulatcovité (Selaginaceae)          | makronéská oblast                                             |                                      |
| Solanum lidii Sunding                                                                                         | Solanum lidii                             | lilek           | lilkovité (Solanaceae)                  | makronéská oblast                                             |                                      |
| Bunium brevifolium Lowe                                                                                       | Bunium brevifolium                        | bulvuška        | miříkovité (Apiaceae)                   | makronéská oblast                                             |                                      |
| Ammi trifoliatum (Wats.) Trel.                                                                                | Ammi trifoliatum                          | morač           | miříkovité (Apiaceae)                   | makronéská oblast                                             |                                      |
| Bupleurum handiense (Bolle) Kunkel                                                                            | Bupleurum handiense                       | kunkel          | miříkovité (Apiaceae)                   | makronéská oblast                                             |                                      |
| Chaerophylum azoricum Trel.                                                                                   | Chaerophylum azoricum                     | krabilice       | miříkovité (Apiaceae)                   | makronéská oblast                                             |                                      |
| Monizia edulis Lowe                                                                                           | Monizia edulis                            |                 | miříkovité (Apiaceae)                   | makronéská oblast                                             |                                      |
| Ferula latipinna Santos                                                                                       | Ferula latipinna                          | ločidlo         | miříkovité (Apiaceae)                   | makronéská oblast                                             |                                      |
| Sanicula azorica Guthn. ex Seub.                                                                              | Sanicula azorica                          | žindava         | miříkovité (Apiaceae)                   | makronéská oblast                                             |                                      |
| Viola paradoxa Lowe                                                                                           | violka podivná                            | violka          | violkovité (Violaceae )                 | makronéská oblast pouze Madeira                               |                                      |
| Echinodium spinosum (Mitt.) Jur.                                                                              | Echinodium spinosum                       |                 | Echinodiaceae (Echinodiaceae)           | makronéská oblast                                             |                                      |
| Bryoerythrophyllum machadoanum (Sergio) M.Hill                                                                | Bryoerythrophyllum machadoanum            | klenice         | pozemničkovité (Pottiaceae)             | makronéská oblast                                             |                                      |
| Thamnobryum fernandesii Sergio                                                                                | Thamnobryum fernandesii                   | stromkovec      | Thamnobryaceae (Thamnobryaceae)         | makronéská oblast                                             |                                      |